# 토머스 제퍼슨
토머스 제퍼슨(영어: Thomas Jefferson, 1743년 4월 13일 ~ 1826년 7월 4일)은 미국의 정치인으로 3번째 미국 대통령(재임 1801년 ~ 1809년)이자 미국 독립 선언서의 기초자이다(1776년). 제퍼슨은 영향력 있는 건국의 아버지의 일원이었고, 미국 공화주의의 이상을 추구함으로써 역대 대통령 중 가장 존경받는 대통령 중 한 사람이 되었다. 대통령 재임 기간 중 그의 업적은 루이지애나 매입과 루이스와 클라크의 서부 원정, 지중해 해적 소탕 등이며 소수의견의 존중, 종교·언론·출판 자유의 확립 등에 주력하였다.
과도한 중앙집권을 싫어하는 공화주의자로서 작은 정부를 지향하였으며 연방주의를 반대했다. 시민의 자유, 정교분리, 엄격한 헌법 해석을 지지했다. 또한 도시의 산업 경제보다 농촌 경제가 미국의 특성을 더 잘 보호할 수 있다고 믿었다.
1809년, 퇴임후 버지니아의 몬티첼로에 돌아가 1819년 버지니아대학교를 설립하고 스스로 학장에 취임하여 민주적 교육의 보급에 노력하였다. 또한 철학·자연과학·건축학·농학·언어학 등 다방면에 걸쳐 많은 사람들에게 영향을 주어 '몬티첼로의 성인(聖人)'으로 불리었다. 미국 지폐중 1976년에 첫 발행된 2달러의 앞면에 제퍼슨의 초상화가 새겨져 있다.

## 어린 시절과 교육

### 유년 시절
토머스 제퍼슨은 1743년 4월 13일에 버지니아주에서 가장 저명한 가문 중 하나에서 여덟 명의 아이 중 셋째, 그리고 장남으로 태어났다. 어머니는 제인 랜돌프로 농장주이자 선주인 이스암 랜돌프의 딸이었다. 토머스 제퍼슨의 외할아버지인 이스암 랜돌프는 사촌으로는 페이튼 랜돌프가 있었고 이스암 랜돌프의 5촌 조카로는 훗날 제퍼슨의 후임 국무장관이 된 에드먼드 랜돌프가 있었다. 토머스 제퍼슨의 아버지 피터 제퍼슨은 알버마를 군의(Albemarle County, 셰드웰(Shadwell)) 대농장주이자 측량기사였고 제퍼슨은 웨일스 사람의 후손이었다. 1745년 피터 제퍼슨의 절친한 친구인 윌리엄 랜돌프 대령이 죽자, 피터 제퍼슨은 랜돌프의 유언 집행자로서 터카호(Tuckahoe)에 있던 그의 토지와 그의 어린 아들인 토머스 만 랜돌프의 양육도 맡게 되었다. 그 해에 제퍼슨 일가는 다시 알버마를로 돌아가기 전까지 7년 동안 살 터카호로 이주하였고 얼마 안 되어, 피터 제퍼슨은 터카호 군의 군수로 임명되었다. 그리고 피터 제퍼슨은 치안판사와 버지니아주 의원을 지내는 등 많은 요직에서 활약하였다.

### 교육
1752년 제퍼슨은 스코틀랜드 출신 목사인 윌리엄 더글라스가 운영하던 학교에 입학하였다. 9살에 제퍼슨은 라틴어, 그리스어, 프랑스어를 공부하기 시작하였으나 1757년 제퍼슨이 14살 때, 아버지 피터 제퍼슨이 죽었다. 제퍼슨은 5,000 에이커(약 20km2)와 삼십명의 노예를 상속받았으며 상속받은 땅에다 집을 지었는데 그곳은 훗날 바로 몬티첼로로 불렸다.
아버지가 갑작스럽게 죽은 후, 제퍼슨은 1758년에서 1760년까지 교육받은 목사인 제임스 모우리의 학교에서 공부하였다. 학교는 고든스빌 근처의 프레드릭스빌 교구에 자리 잡고 있었는데 이 곳은 섀드웰에서 12마일(약 19 km) 떨어진 곳이었다. 제퍼슨은 모우리의 집에서 하숙하면서 고전 교육과 역사, 과학을 공부하였다.
1760년, 제퍼슨은 만 16세의 나이에 윌리엄스버그에 있던 윌리엄 앤 메리 대학교에 입학하였다. 제퍼슨은 그곳에서 2년을 공부하였는데 1762년에 수석으로 졸업하였다. 제퍼슨은 철학대학에 들어가 수학과 형이상학, 그리고 윌리엄 스몰 교수가 가르치던 철학을 공부하였다. 스몰 교수는 배움에 열성인 제퍼슨에게 경험주의를 알려주었는데 그는 경험주의에서 프랜시스 베이컨, 존 로크, 아이작 뉴턴의 이론까지 배웠다. 훗날 제퍼슨은 이들을 "세상이 이제까지 만들어낸 3명의 가장 위대한 인물"이라며 칭송하였다. 또한 그는 자신의 프랑스어 수업을 완전히 끝냈고 자신의 그리스어 문법책을 항상 들고 다녔으며, 바이올린을 연습하였고 타키투스와 호메로스의 책을 감명깊게 읽었다. 예리하고 부지런한 학생이었던 제퍼슨은 모든 분야에서 학구적인 궁금증과 욕심을 보여주었고 가족의 전통에 따라, 종종 하루에 15시간씩 공부를 하였다. 제퍼슨의 가장 친했던 대학 동창인 로스웰의 존 페이지는 제퍼슨을 두고 "자신의 가장 친한 친구를 뿌리치고 떠나 자신의 학업에 열중하였다"라고 하였다. 이것을 봐도 제퍼슨은 그리 사교성은 많지 않고 성격이 내성적이었다는 것을 단적으로 보여준다.
대학에 재학 중일때, 제퍼슨은 '납작한 모자 클럽'(Flat Hat Club)이라는 비밀 조직의 회원이었는데 지금은 이 클럽이 윌리엄 앤드 메리 대학 학생 신문으로 이름이 바뀌었다. 제퍼슨은 대학의 건물 중 영국 건축가 크리스토퍼 렌의 이름을 딴 렌 빌딩에서 기숙하였고 본관에서 동창들과의 단체 식사에도 참석하였으며 렌 예배당의 아침, 저녁 예배에도 참석하였다. 제퍼슨은 왕립 주지사 프랑시스 파우키에의 호화 파티에 자주 참석해 바이올린을 연주하고 와인을 마시기 시작하여 이내 와인 마시는 것을 매우 좋아하였다. 1762년 대학을 수석으로 졸업한 후, 조지 위트 아래서 법학을 배웠으며 1767년 버지니아주 법정에서 자신의 변호사 인생을 시작하고 위트에게 자신의 변호 실력을 인정받았다.

### 변호사로서의 생활

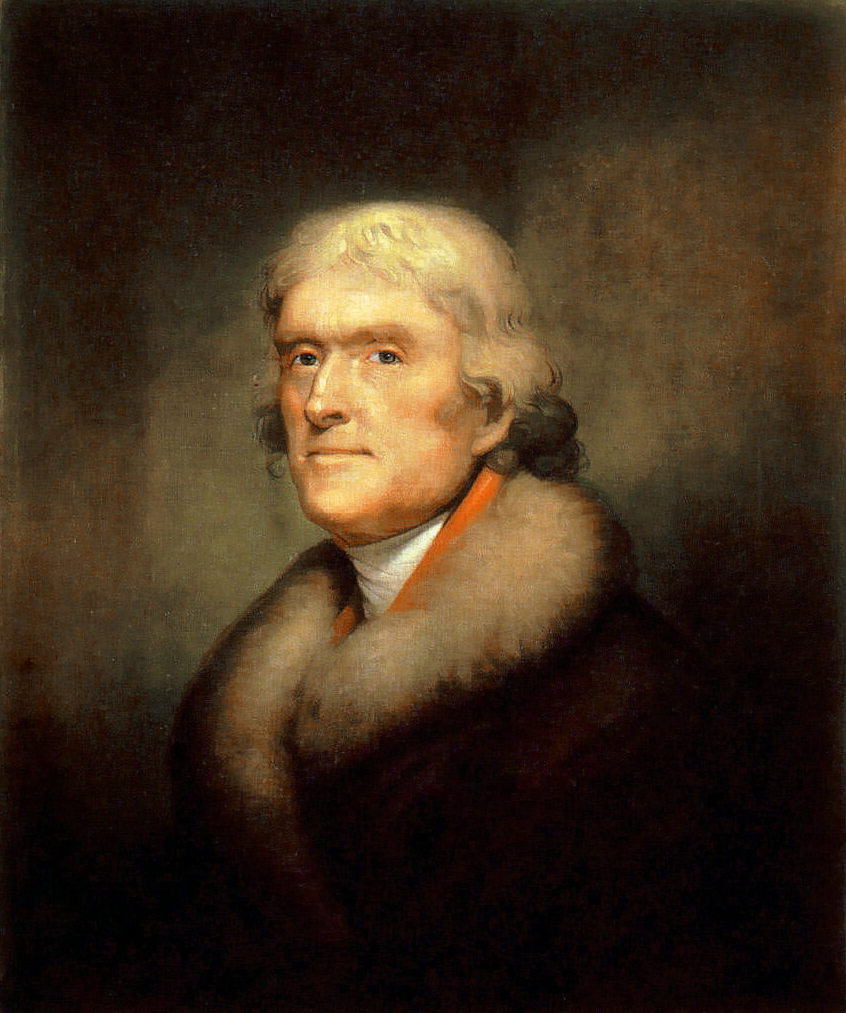
렘브란트 필이 그린 제퍼슨의 초상화(1805년)

1765년 10월 1일, 토머스 제퍼슨의 큰누나인 제인이 25세의 짧은 생애를 일기로 요절하였다. 제퍼슨의 누나와 여동생이 큰언니 제인의 장례식에도 참석하지 못한 것을 안타까워 한 제퍼슨은 혼자 외롭게 슬픔의 나날을 보냈다. 제퍼슨의 작은누나인 메리는 토머스 볼링과 결혼하고 여동생 마사는 그해 7월에 다브니 카에게 시집갔으나, 친정인 섀드웰에서 멀리 떨어진 각자의 남편의 집에서 살아 오기가 쉽지 않았다. 제퍼슨의 다른 여동생들인 엘리자베스와 루시, 그리고 아직 유아인 애너 스콧과 랜돌프가 그의 말동무가 되어주었다. 제퍼슨은 엘리자베스나 루시가 있을 때 기분이 좋지 않았는데 엘리자베스와 루시가 제퍼슨의 누나들처럼 제퍼슨에게 지적인 영향을 끼치거나 격려를 해주지 않았기 때문이다.
제퍼슨은 버지니아 식민지의 변호사로서 많은 법적 소송을 다루었고 1768년에서 1773년까지 주 의회에서 해마다 100개 이상의 소송을 도맡아 변호하였다. 제퍼슨의 소송 의뢰인 중에는 많은 버지니아주 출신 명문가들이 많았고 제퍼슨 외가인 랜돌프 가문도 포함되어 있었다.
1772년 제퍼슨은 23세의 젊은 과부 마사 웨일스 스켈턴과 결혼하였다. 제퍼슨 부부는 6명의 자녀를 두었는데 마사 제퍼슨 랜돌프(1772년 ~ 1836년), 제인 랜돌프(1774년 ~ 1775년), 사산된 아들(1777년), 메리 웨일스(1778년 ~ 1804년), 루시 엘리자베스(1780년 ~ 1781년), 그리고 엘리자베스(1782년 ~ 1785년)가 있었다. 부인 마사는 1782년 9월 6일에 사망하고 제퍼슨은 다시는 재혼하지 않았다. 제퍼슨은 샐리 헤밍스(Sally Hemings)라는 자신의 노예가 낳은 자식들의 아버지라는 설이 있었으나, 1998년의 유전자 검사로 이들의 아버지가 제퍼슨 또는 제퍼슨의 남자 친척 중 한 사람임이 밝혀졌다.

## 1774년부터 1800년까지의 정치 인생

### 독립운동 대열 합류

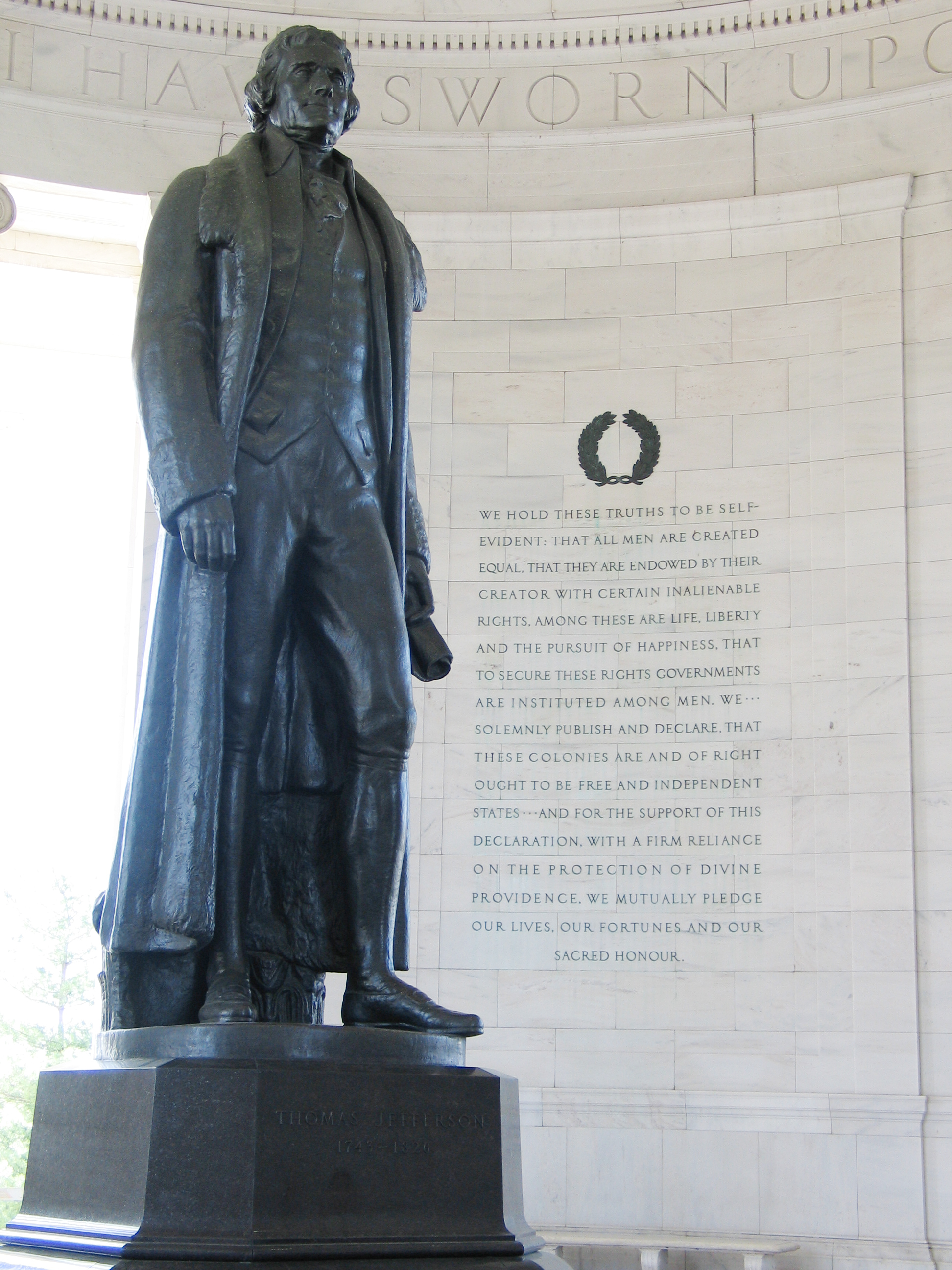
루돌프 에반스가 만든 제퍼슨의 동상과 제퍼슨이 쓴 독립 선언서의 인용문

제퍼슨은 법을 다루는 변호사를 직업으로 삼았지만, 1769년에 버지니아주 자치의회에 알버마를 군을 대표하는 의원이 되었다. 당시 식민지는 영국 본토의 인지세법으로 영국에 반감을 품는 식민지인들이 많아지기 시작할 때였다. 1774년, 참을 수 없는 법(Intolerable Acts)이 영국 의회에서 통과되자, 제퍼슨은 이 법에 대한 여러 대책들을 썼는데 이것이 그가 출판한 첫 번째 팜플렛인 《영국령 아메리카의 권리에 대한 요약》(A Summary View of the Rights of British America)이었다. 이전의 참을 수 없는 법에 대한 비판은 법과 헌법에 맞추어져 있던 것이었으나 제퍼슨은 식민지인들은 모두 자연권이 있으며 스스로 다스릴 수 있다는 급진적인 생각을 표현하였다. 또한 제퍼슨은 영국 의회는 말그대로 영국만의 의회이며, 식민지의 입법권을 행사할 수 있는 자격이 없다 주장하였다. 이 팜플렛은 제1차 대륙회의의 버지니아 선언의 초안으로 쓸 계획이었으나 대륙회의에서 제퍼슨의 생각이 너무나 과격하였음이 증명되었다. 그렇지만 팜플렛은 미국 독립의 이론상 뼈대가 되었으며 제퍼슨을 가장 유식하고 생각이 깊은 독립파 정치인의 한사람으로 각인시키게 해주었다.

### 독립 선언서 작성

존 트럼불이 그린 《독립 선언서》(Declaration of Independence)에서 5인 위원회가 독립 선언서를 대륙회의에 제출하고 있다. 책상에 선언서를 놓는 중앙의 키가 큰 사람이 제퍼슨이다.

제퍼슨은 1775년 6월부터 제2차 대륙회의 위원으로 재직하였는데 대륙회의가 열리고 얼마 안 있어 미국 독립 전쟁이 일어났다. 1776년 6월, 대륙회의에서는 독립 선언 결의의 공포를 숙고하기 시작하였는데 독립 선언 결의는 그리 문체가 깔끔하고 설득력있지 못하였다. 그리고 얼마 안있어 제퍼슨은 새로 창설된 5인 위원회의 한 사람으로 선정되어 이 결의를 바탕으로 독립 선언서를 쓰기 시작하였다. 위원회는 제퍼슨이 초안을 작성하도록 하였는데 제퍼슨이 문필가로서의 실력과 명성이 높았기 때문이었다. 제퍼슨은 자신이 굳게 믿던 계몽 사상을바탕으로 초안을 작성하였다. 그러나 많은 사람들은 이 작업이 그리 중요하지 않다며 얼버무리고 아무도 이 독립 선언서 작업이 중요한 사명감을 가지고 해야 한다는 생각을 하지 않았다. 제퍼슨은 5인 위원회의 다른 위원들의 도움과 버지니아 헌법의 초안과 조지 매이슨의 버지니아 인권 선언, 그리고 다른 자료들을 참고하여 완성하였다.
제퍼슨은 5인 위원회에게 초안을 보여준 뒤 최종적으로 교열하였고 1776년 6월 28일, 7월 2일에 발표할 예정이었던 독립 선언 결의 찬반 투표 직후, 독립 선언서를 공개대륙회의에 공개하였다. 이것이 완성되자 대륙회의는 독립 선언서에 관심이 집중되었다. 며칠 간의 논쟁 뒤, 대륙회의는 선언서의 1/4을 지우거나 고쳤는데 우선 당시 논쟁의 대상이 되었던 노예 무역에 관한 조항은 빠졌으나 제퍼슨은 계몽 사상에 어긋난다며 이를 완강히 반대하였다. 1776년 7월 4일, 결국 독립 선언서가 대륙회의에서 승인되었다. 독립 선언서는 제퍼슨의 업적 중 중요한 위치를 차지하며 그의 설득력있고 논리적인 머릿말은 인권을 수호하며 인권의 가장 기본적인 사상을 담은 유명한 글귀가 되었다.

### 버지니아주 하원의원 시절
1776년 9월, 제퍼슨은 버지니아로 돌아와 하원의원으로 선출되어 정식 출범된 버지니아주 의회 버지니아주 의회 하원의원에 들어갔다. 의원 재직 기간 중 제퍼슨은 버지니아의 사법 제도를 바꾸고 강화하여 민주적인 주로서의 모습을 보여주려 하였다. 그는 3년동안 무려 126개의 법안을 작성하였는데 이 중에는 장자 상속권을 폐지하는 법안과 버지니아의 종교자유령, 그리고 사법 제도를 합리화시켰다. 1778년, 제퍼슨은 “더 많은 지식의 보급을 위한 법안”(Bill for the More General Diffusion of Knowledge)이라는 교육법을 작성하였는데 이 법안은 최초로 미국의 대학에서 이루어진 선택과목제를 도입하여 기존의 대학 제도 등을 바꿨다.
주 하원의원으로서 제퍼슨은 사형 선고를 반역이나 살인을 제외하고는 선고하지 않는 법안을 제출하였으나 이 사형 선고 개정법은 겨우 1표 차로 부결되었고 버지니아주는 이후로 이 의견을 보류하여 1960년대까지 강간과 같은 죄도 사형으로 다스릴 수 있었다.

### 버지니아 주지사 시절
1779년부터 1781년까지 제퍼슨은 버지니아주 주지사로 재직하였다. 본래 군인이 아니었던지라 조지 워싱턴같이 정면에서 싸우지 않고 후방에서 미국 대륙군과 독립 세력을 지원하였다. 주지사로서 그는 1780년 주도를 협소한 윌리엄스버그에서 리치먼드로 옮기는 일을 감독하였다. 그는 계속해서 학생 감찰 하의 우수성적자 규약 등을 미국 최초로 만든 윌리엄 앤드 메리 대학의 교육 정책 개혁을 극찬하였다. 1779년, 제퍼슨의 명령에 따라, 윌리엄 앤드 메리 대학은 조지 위트를 미국 대학 최초의 법학 교수로 임명하였다. 그러나 그가 주도한 교육 정책 변화의 성과가 그리 만족스럽지 않았는지 제퍼슨은 대통령에서 물러난 뒤, 버지니아 대학교를 세우는데 이 대학교는 종교적 학문을 배제하고 고등 교육을 가르친 미국 최초의 대학이다.

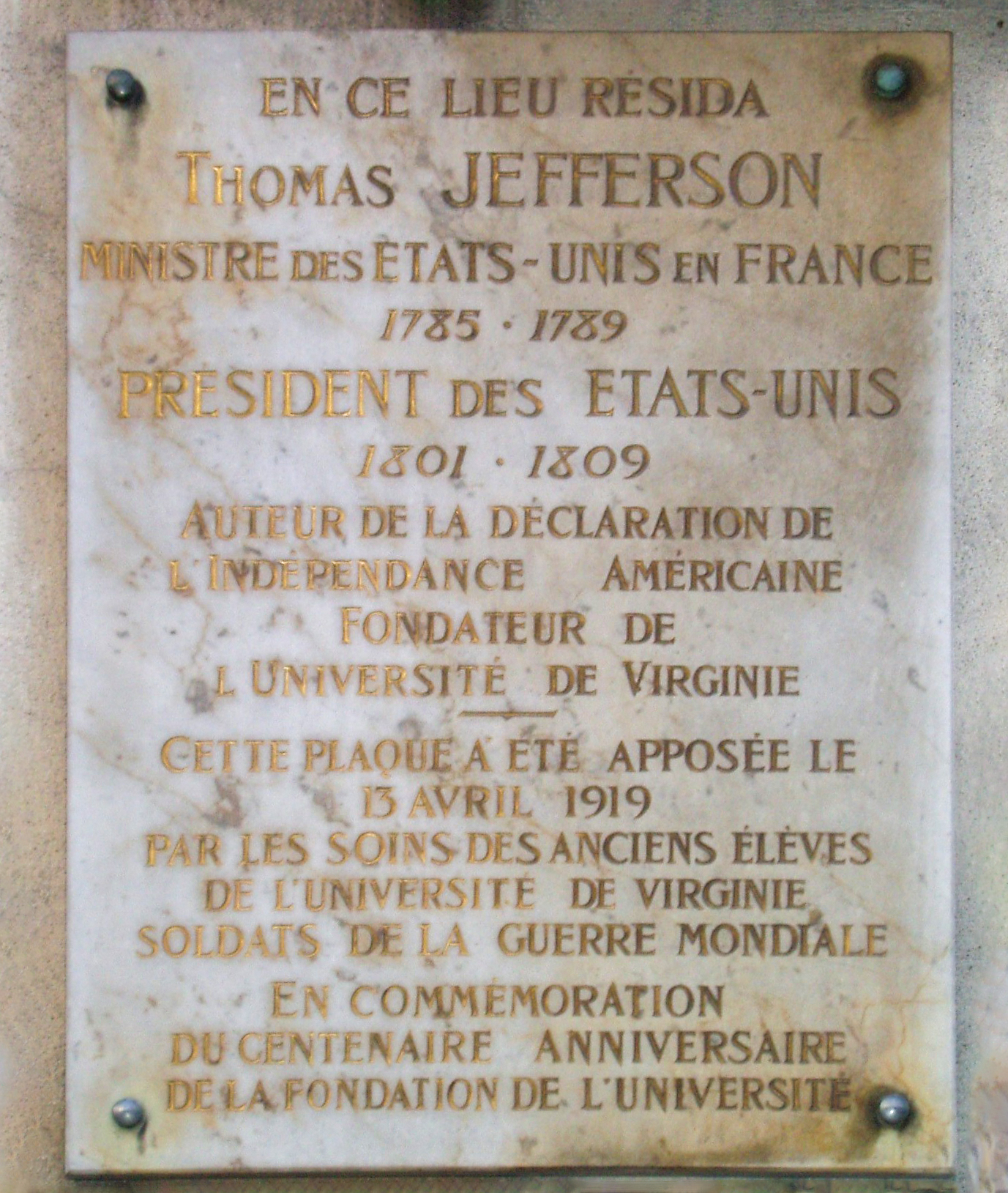
프랑스 파리 샹젤리제에 있는 프랑스 공사 공관 터 기념 명판. 이곳에서 제퍼슨은 프랑스 공사로 4년간 기거하였다. 이 명판은 제1차 세계대전 후 버지니아 대학교 설립 100주년을 기념하여 세워놓았다.

제퍼슨이 주지사로 재직하는 동안, 미국 독립 전쟁이 한창 진행되고 있었다. 버지니아는 제퍼슨의 임기 동안 두 번 영국군의 침략을 받았다. 1781년 6월, 제퍼슨은 영국군의 급습을 받아 패트릭 헨리, 다른 버지니아 유지들과 함께 영국군 대령 배내스터 탈턴의 기병대에게 붙잡힐 뻔했으나, 영국군이 들이닥치기 10분 전에 리치먼드를 빠져나가 화를 피했다. 주지사로서의 직분을 망각하고 도망가려 했다는 점은 공공에게 실망감을 안겨줬고 그의 미래의 정치적 전망도 어둡게 만들었다. 또한 제퍼슨은 다시 버지니아 주지사로 당선되지 못하였다.

### 프랑스 공사 시절
제퍼슨은 1784년부터 1789년까지 벤저민 프랭클린의 후임으로 프랑스 공사에 임명되었다. 프랑스 공사에 재직 중인 1787년에는 미국 제헌회의가 열렸는데 프랑스 공사로 해외에 있어 참석할 수 없었다. 일반적으로 제퍼슨은 아직 자신이 지향하는 반연방주의의 색채가 드러나 있는 권리장전이 아직 만들어지지 않았음에도 불구하고 연방주의적인 미국의 헌법을 대체로 지지하였다. 그러나 연방을 지향하고 자신이 독립선언서에서 가장 중요하게 여겼던 개인의 인권에 대하여 아무런 조항이 명시되어 있지 않은 터라 버지니아주 출신 후배인 제임스 매디슨과 연락을 주고 받으며 영국의 권리장전을 모델로 한 새 권리장전을 헌법의 추가 조항인 수정헌법으로서 집어넣으라고 자신의 의견을 피력하였다. 파리에 있으면서, 제퍼슨은 유명한 거리인 샹젤리제에 위치한 공관에서 살았다. 그는 많은 시간을 도시의 고고학적 유적과 파리의 거리 예술 등을 감상하며 보냈다. 그는 파리의 살롱 문화를 좋아하며 도시의 가장 영향력 있는 인사들의 만찬 파티에 자주 초대되어 프랑스와의 친밀감을 쌓고, 더욱 프랑스를 동경하게 되었다. 그의 뛰어난 프랑스어 실력은 프랑스의 유명한 인사들에게 인정을 받으며 더욱 그들과 친밀하게 지낼 수 있었다. 프랑스에 활동하며 그는 많은 사회적 엘리트와 귀족들과 친분을 쌓았으나 정작 1789년 프랑스 혁명이 발발하였을 때, 제퍼슨은 혁명군 손을 들어 혁명을 열렬히 지지하였다.

### 국무장관 시절

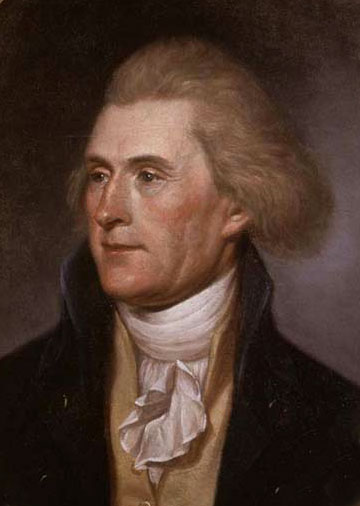
국무장관 시절의 제퍼슨

제퍼슨이 프랑스에서 귀국한 후, 이미 아메리카 합중국은 건국되어 있던 상태였다. 제퍼슨은 곧 조지 워싱턴 대통령 아래서 초대 국무장관(1789년 ~ 1793년)을 맡았다. 제퍼슨과 알렉산더 해밀턴은 오랫동안 국가의 재정 정책에 논쟁을 벌였는데 특히 전쟁 때 빌린 빚을 처리하는 일에서 마찰을 빚었다. 해밀턴은 빚을 모든 주가 똑같이 나누어서 갚아야 한다 주장하였으나 제퍼슨은 각 주가 자신들의 빚을 알아서 갚아야 한다고 역설하였다. 당시 제퍼슨이 주지사로 있던 버지니아 주는 독립 전쟁 때 많은 빚을 꾸지 않았는데 공업을 중시하는 뉴잉글랜드 지방의 많은 주들은 엄청난 빚을 떠안고 있었다. 그리고 뉴잉글랜드 출신의 재무장관 해밀턴은 그 빚을 똑같이 나누어 갚자 하니, 자연히 빚을 많이 꾸지 않은 버지니아주, 노스캐롤라이나주, 사우스캐롤라이나주 등의 불만을 샀다. 이렇게 엄청난 반대에 부딪히자 해밀턴은 제퍼슨에게 협상을 요구하여 연방의 수도를 남부 쪽에 양도하는 대신 주들이 똑같이 빚을 나눠 갚는 법을 통과시켜 달라하였고 제퍼슨이 받아들여 수도는 그렇게 뉴욕이 아닌 워싱턴 D.C.로 정해졌다.

제퍼슨과 해밀턴은 미합중국 제1 은행을 세울 때에도 마찰을 빚었는데 제퍼슨은 국영 은행 설립이 헌법에 명시되어 있지 않다 역설하였으나 해밀턴은 수정헌법 제10조에 '국민들이 필요로 하는 것을 연방정부가 행사할 수 있다'는 조목을 들어 합중국 은행 설립을 논리정연히 설명하였다. 워싱턴은 해밀턴의 손을 들어주었고 1791년에 합중국 은행이 설립되었다. 제퍼슨은 연방주의자들과의 논쟁이 격화되자 해밀턴과 다른 연방주의자들을 보고 공화주의를 무너뜨리려는 토리당 당원 또는 왕당파라고 비판하였다. 그는 연방주의가 "왕당주의"와 같다고 설명하고 이렇게 덧붙였다.
| “ | 해밀턴의 추종자들은 왕관, 주교관을 쓰는 군주제를 갈망하고, 이것들을 쓰고 싶어서 안달이 난 사람들이다. | ” |

또한 해밀턴은 영국을 국가 정치의 모범으로 삼아야한다 했고, 제퍼슨은 프랑스를 정치의 모범으로 삼아야한다 했을 만큼 이들 둘의 정치적 사상과 견해는 달랐다. 제퍼슨은 제임스 매디슨과 함께 민주공화당을 창당하고 총재가 되어 당을 이끌어나갔다. 제퍼슨은 매디슨, 선거 전략가인 존 J. 베클리와 같이 일하며 연방주의자들에게 맞서기 위해 국가적인 민주공화당의 세력과 통신망을 갖추려 하였다.
제퍼슨은 1793년에 영국과 프랑스가 전왕인 루이 16세의 처형을 빌미로 전쟁을 벌였을 때, 프랑스를 강력히 지지하였다. 역사학자 로렌스 S. 카플란은 제퍼슨의 "프랑스에 대한 본능적인 지지"라는 워싱턴 대통령이 유럽의 전쟁에 끼어들어서는 안된다는 의지를 확고히 하였다 하며 제퍼슨 역시 워싱턴의 중립 선언에 동의하였다. 1793년, 급진적인 신임 프랑스 공사 에드몽 샤를 주네(Edmond-Charles Genêt)가 도착하자 제퍼슨에게 대대적인 환영을 받았으나, 곧 제퍼슨과 국무부를 매우 난처하게 만들었다. 주네는 미국이 중립을 풀고 프랑스를 지원해야 한다 큰소리쳤고 여론을 조종하여 선동하였으며 심지어는 사람들에게 호소하며 이 호소장을 워싱턴에게 주기까지 하였다. 그리고 스스로 미국 정부를 전복한 힘이 있다 큰소리쳤으며 또한 워싱턴이 교수형당한 그림이 그려진 판화를 뿌리는 등 계속 분란을 조장하였다. 제퍼슨은 주네의 대외 활동을 금지하여 소동을 막으려 하였으나. 제퍼슨은 자신의 정치적 성공이 유럽에서의 프랑스군의 승리에 달려있다고 믿을 만큼, 프랑스를 열렬히 지지하였다.

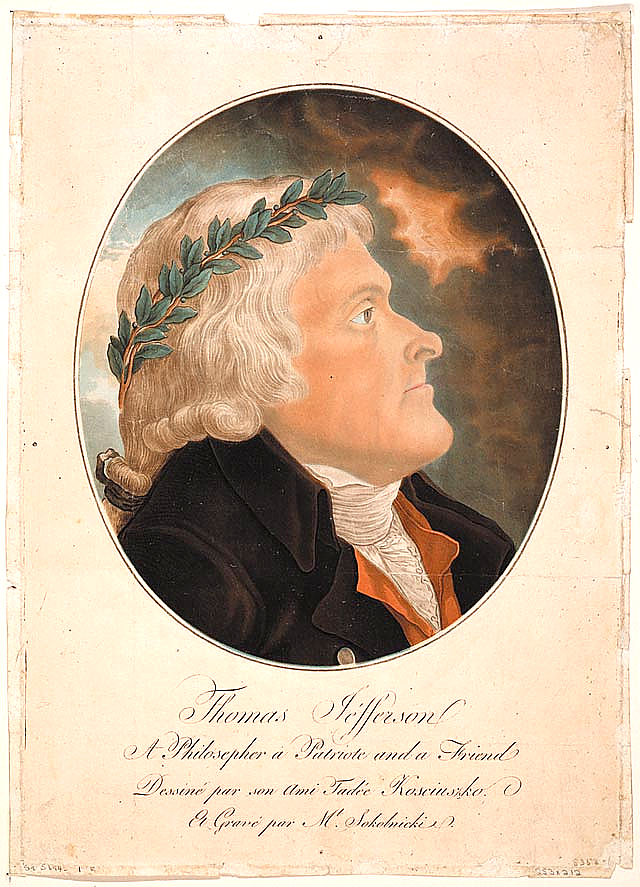
타데우스 코스치슈코가 토머스 제퍼슨을 그린 판화

제퍼슨은 아직 프랑스에 대한 호의를 잊지 않았고 프랑스가 전쟁에서 승리하는 것과 프랑스와의 맹약을 희망하였다. 그는 프랑스의 적들, 즉 대부분의 유럽 국가들이 독재정치를 지향하고 정부에 대하여 무제한 권한을 행사하는 것을 두려워 하였다. 또한 1793년 여름까지 프랑스의 상황이 좋지가 않고 연전연패하면 개혁적이고 진취적인 민주공화당의 세력이 의회에서 의기소침해 질지도 모른다 믿고 있었다. 한편 미국 정부는 주네가 계속 난동을 피우자 프랑스에게 그의 소환을 요청하였고 후임자 포쉐가 그를 체포하러 왔으나 워싱턴은 주네의 인도를 거부하고 뉴욕주에서 살게 해주었다.

### 국무장관 사임과 정치 공백 기간
제퍼슨은 1793년 12월 31일, 국무장관 직을 사임하고 자신의 저택이 있는 몬티첼로로 돌아가 워싱턴과 해밀턴에 대한 정치적 대립을 총지휘하였다. 그러나 1794년의 해밀턴의 압력으로 맺어진 제이 조약은 영국과의 관계를 개선하고 무역을 재개하게 만들었으나 해밀턴에 반대하고 제퍼슨의 신임을 얻은 매디슨은 전쟁으로 가지 않고 과거의 모국인 영국을 압박하는 것을 원하였다. 사실 제이 조약에는 모순점이 많았는데 제대로 영국과의 타협을 마무리짓지 못했고 아직까지 영국이 당시 세계 최대의 강대국이었던 만큼, 영국의 눈치를 봐야 했던 불평등 조약이나 다름없었다. 매디슨은 제이 조약을 보고 '상업 무기'로 영국을 미국에 끌어들여 독재의 길로 가게 만드는 데 충분한 명분을 명시한 문서라고 혹평하였다. 한편, 은퇴한 제퍼슨은 아직까지 막후의 지도자로서 당을 통제하였으나, 대외적으로는 매디슨을 내세웠고 그를 강력히 지지하여 그에게 정치적 발판을 마련해주었다.

### 1796년 대통령 선거와 부통령 재임 기간
1796년 국민들과 장관들의 권유를 뿌리치고 물러난 조지 워싱턴 대통령 다음으로 워싱턴 아래에서 부통령직을 수행했던 존 애덤스가 연방주의자당 후보로 나왔다. 또한 제퍼슨도 민주공화당 후보로 대통령 선거에 출마하였으나 선거인단수에서 더 많은 인원을 확보한 애덤스에게 패배하였다. 그러나 최고득표자가 대통령, 차점자가 부통령이 되는 당시의 선거 방식에 따라 차점자였던 제퍼슨은 제2대 부통령이 되었다. 또한 같은 당에서 정·부통령이 나오지 않고 각기 다른 당에서 정·부통령이 나오는 진풍경이 벌어졌다. 그리하여 제퍼슨은 대통령인 애덤스를 부통령으로서 도와주기는커녕, 애덤스의 정책을 방해하고 반대하였다. 제퍼슨은 의회에서 지켜야 할 것들을 명시한 의회 의사 절차를 써서 하원의 지침으로 삼았으며 아직 연방주의자들이 과반수 이상의 의석을 확보한 상원에게도 적용하려 하였으나 완강한 반대로 실패하였다.

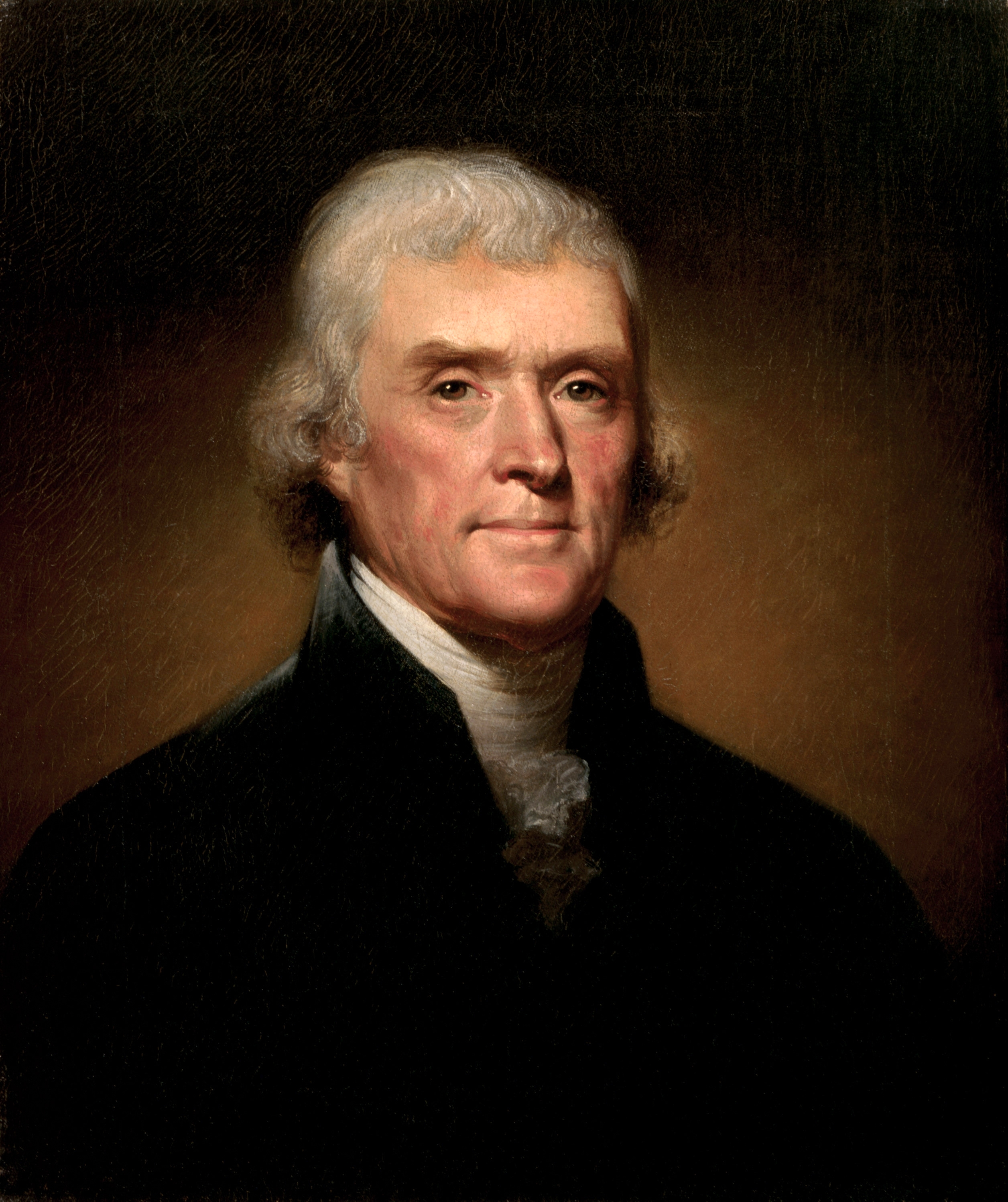
램브란트 필이 1800년에 그린 토머스 제퍼슨의 초상화

'XYZ 사건'으로 발발한 프랑스와의 '유사전쟁'(Quasi-War)은 딱히 싸울만한 명분도, 실리도 없던 전쟁이었다. 애덤스 아래의 연방주의자들은 해군을 창설하고 육군을 정비하였으며 세금을 걷어들여 전쟁 준비를 하고 1798년에 애덤스는 외국인 규제법을 승인하였다. 이 법은 미국 시민권을 따려는 이민자들의 미국 체류 기간을 5년에서 14년으로 대폭 늘리고 프랑스에 대한 간첩·배신 행위를 막는다는 명분하에 만들었으나 실제로는 국민들의 정치적 발언 기회를 뺏는 비민주적인 법이었다. 제퍼슨은 이 외국인 보안법이 자신의 정당인 민주공화당을 목표로 삼은 것을 알고 이것을 국외의 적보다 정적이며 프랑스에 우호적인 민주공화당에 대한 정면 공격이라 비판하였다. 민주공화당 소속의 버몬트주의 하원의원 매튜 라이온이 이 법을 비판하자, 애덤스는 그를 감옥에 가두었다. 제퍼슨과 민주공화당원들은 이러한 정치적 보복 공격에 크게 반발하였다. 분개한 제퍼슨과 매디슨은 버지니아-켄터키 결의안을 썼는데, 여기서 그들은 연방정부는 주들이 인정하지 않은 법안을 집행시킬 권한이 없다고 명시하였다. 다시 말하면, 연방정부는 주와 국민들이 원하지 않는 법과 국민들의 정당한 권리를 해칠수 없다는 뜻이다. 이 법안은 주의 권한을 보장하는 이론의 첫 번째 문장으로 쓰여져 있으며 뒷날 주권 우위설과 주의 연방법 거부설을 만드는 원동력이 되었다.

### 1800년 대통령 선거
제퍼슨은 해밀턴의 출신지인 뉴욕주의 표 분산을 위해 같은 뉴욕주 출신인 에런 버(Aaron Burr)를 부통령 후보로 지명하였다. 곧 민주공화당 당원들을 모아 새 세금에 대한 공격을 퍼붓고 1800년 미국 대통령 선거에 출마하였다. 본래 제퍼슨이 연설하는 것을 좋아하지 않아 제퍼슨은 정식으로 대중 앞에서 선거 운동을 하지 않았다. 수정헌법 제12조가 훗날 제퍼슨이 대통령이 되고 난 뒤, 발효되나 아직 만들어지기 전이라, 여전히 최고득표자는 대통령, 차점자는 부통령이 되는 방식이었다. 1800년 대통령 선거는 선거인단의 문제를 떠안고 있었다. 제퍼슨과 에런 버가 대통령 선거인단 득표에서 각각 73표로 공동 1위를 한 것이다. 분명 같은 당에서 나오고 제퍼슨을 대통령으로, 버를 부통령으로 뽑은 민주공화당은 적잖이 당황하였다. 그리고 대통령 결정권은 헌법에 따라 아직 연방주의자들이 득세하던 미국 하원으로 넘어가게 되었다.
하원에서 해밀턴은 같은 주 출신의 버를 두려워하여 그가 대통령이 되면 미국이 독재 정치의 길로 내달릴 것이라 비판하였다. 그래서 그는 차라리 명망도 높고 오랫동안 정치를 한 그의 정치적 라이벌인 제퍼슨을 대통령으로 당선시키는게 낫다 판단되어 그의 추종자들을 조종하였다. 1801년 2월 17일, 새 대통령 취임 15일 전에, 하원에서 제퍼슨을 대통령으로, 버를 부통령으로 선출되었다. 제퍼슨과 버는 정치적 협약을 서로 맺어 민주공화당 정권을 세워서 버는 자신의 공이 크다 여겼다. 그러나 제퍼슨은 그에게 아무런 대가를 주지 않았고 버가 계속 대가를 요구하자 제퍼슨과 에런 버 사이에 갈등이 심화되었다. 또한 일부 연방주의자들과 북부 연합을 만들고 1804년 에런 버가 해밀턴에게 결투를 신청하여 해밀턴을 사살하자, 제퍼슨은 현직 부통령이 저지른 일에 크게 분노했다. 그래서 1804년 미국 수정 헌법 제12조가 발효된후, 제퍼슨은 에런 버를 러닝메이트로 지명하지 않고 대신 조지 클린턴을 지명하였다.

## 대통령 재임 기간 (1801년 ~ 1809년)

### 취임과 내각 구성
소란스러웠던 1800년 미국 대통령 선거는 정치적 관계와 해밀턴이 평소에 버를 증오했기 때문에 제퍼슨이 해밀턴의 지지를 얻어 대통령에 당선되었다. 이제 그는 해밀턴과 강경 연방주의자들에게 빚을 졌고 행정부에서 할 것이 아무것도 없던 부통령 에런 버 곁에서 떠나 그와는 일체 정치적인 논의를 하지 않았다. 전직 대통령인 조지 워싱턴은 이미 1799년에 서거하고, 존 애덤스는 대통령 선거에서 진 뒤 고향인 브레인트리로 돌아가자 제퍼슨은 이제 마음대로 국가에 그의 공화주의 정책을 세우고 시행할 수 있게 되었다. 역사학자들은 이러한 제퍼슨이 이끄는 민주주의를 제퍼슨 민주주의라 이름붙이고, 신임 대통령 제퍼슨은 농업주의와 제한된 연방정부를 기초로 한 자신의 정치적 믿음을 바탕으로 정책을 만들었다. 우선 내각을 민주공화당 인사로 바꾸었는데, 에런 버가 힘을 쓰지 못하는 이상, 정권의 실질적인 2인자나 다름없었던 국무장관에는 오랜 정치적 동지이자 같은 주 출신 후배인 제임스 매디슨으로 임명하고, 재무장관에는 스위스 출신의 앨버트 갤러틴을 임명하였다. 제퍼슨은 의회에 민주공화당 출신 상·하원 의원들이 자신들의 주관적인 정치적 사상을 가지고 있었음에도 민주공화당 지도자로서 그들에게 막강한 대통령의 권위를 행사하였다. 정권이 민주공화당으로 넘어간 이후, 연방주의자들이 해밀턴파와 애덤스파로 분리되자 이것은 제퍼슨에게는 의회를 장악할 호기가 되었다. 그의 8년 임기 동안, 제퍼슨은 한개의 거부권도 행사하지 않았다.

### 제퍼슨의 국내 정책

#### 국채와 군대 문제
제퍼슨은 작은 정부를 원하였기 때문에 정부의 국채를 보상하려고 하였다. 대개 국채는 큰 정부가 졌으며 작은 정부를 지향하던 제퍼슨은 작게 되면 그만큼 정부의 예산과 지출이 줄어들기에 국채 보상에 공을 들였다. 제퍼슨은 해외의 신용을 얻기 위해 빚을 도로 그들에게 갚을 필요까지는 없다 생각하였는데, 이러한 발상은 워싱턴 내각에서 해밀턴이 강력히 주장한 것과 일치하였다. 재무장관 갤러틴은 위스키 반란 때 민주공화당 지지자들을 목표로 삼았던 세금 등 연방주의자들이 만든 고압적인 세금을 철폐하였다. 갤러틴은 연방정부가 관세의 큰 이익을 독점으로 관리해야 하며 직접 과세가 필요하지 않다고 믿었다. 처음에 어느 정도 성공을 거두었을 때, 이 정책은 훗날 그 결과과 순전치 못하였는데 나폴레옹 전쟁 당시 영국과 프랑스로 인해 미국의 무역에 타격을 주었다.
제퍼슨은 자신의 반연방주의 사상에 따라 군주제의 중요 수단인 상비군같은 막강한 군대가 민주 공화국에는 필요없다 여기고 군대의 숫자를 줄였다. 애덤스 행정부 당시 해군으로 들어간 상당수의 연방주의자들은 해직되었다. 연방주의자들은 제퍼슨의 이 정책이 만약 외국에서 침략을 하면 적은 군대가 큰 약점이 된다고 비판하였으나 제퍼슨은 그런 상황이 되면 미국 독립 전쟁처럼 민병대들이 스스로 일어나 국가와 국민을 위해 싸울 것이라고 반박하였다. 제퍼슨은 민간인들을 전쟁에 투입하면 군대의 장교들이 이를 통제하기가 더 어려워 질것이라 여겨 1802년, 육군공병사령부(Army Corps of Engineers)와 웨스트포인트에 미국 육군사관학교를 설립하였다.

#### 임명권과 연방주의자

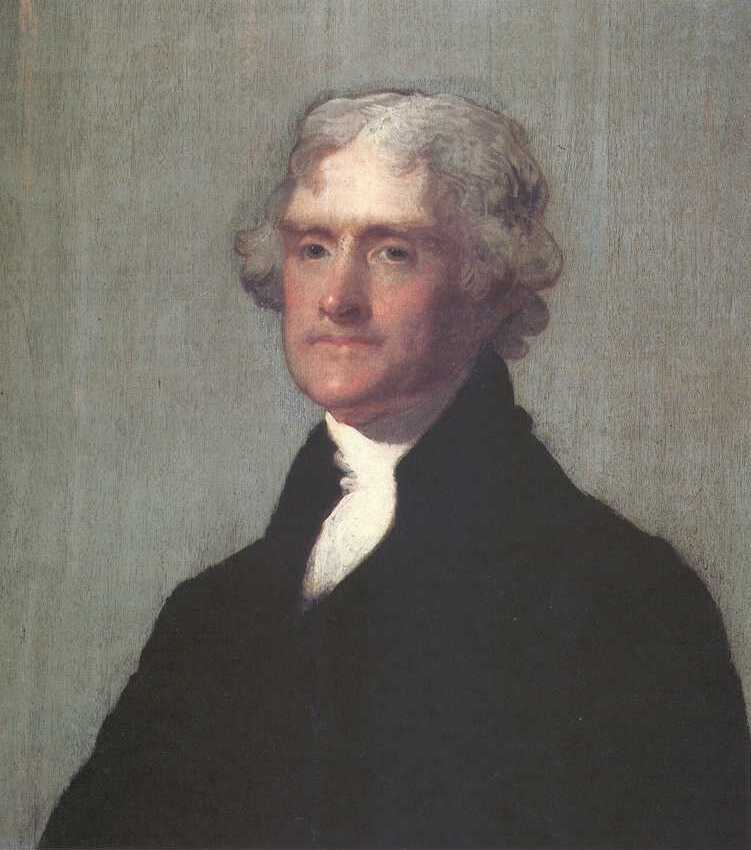
대통령 재임 때의 제퍼슨

1796년 존 애덤스가 대통령직을 승계하였을 때, 애덤스는 전임 대통령 워싱턴이 임명한 각료들을 유임시켰다. 그 결과, 미국의 첫 번째 정권이양 시기에서는 연방 정부에 작은 변화밖에 없었지만 1800년 대통령 선거 이후, 연방주의자당과 민주공화당 사이에 정권이 이양되었는데 이것은 단순한 이양이 아닌 정권의 완전교체였다. 대통령으로서 제퍼슨은 연방주의자들이 독점한 정부 요직을 갈아치우고 민주공화당 인사들로 바꿀 힘을 가지게 되었다. 많은 사람들은 임명권이 정권을 장악한 정당과 그 정당 소속의 대통령이 가질 수 있는 특권이라 예상하였으나 제퍼슨은 모든 연방주의자들을 임명된 자리에서 내보낼 것을 주장하는 민주공화당 당원들의 요청을 거부하였다. 대신 그는 애덤스가 임명하였던 정부 각료와 요직에 앉아있는 사람들을 몰아내고 자신의 심복들을 앉혀야 한다 생각하였다. 해밀턴의 연방주의자 강경파보다 온건한 애덤스 연방주의자들은 민주공화당 당원들의 요청으로 해직될 수 있었으나 민주공화당 총재인 제퍼슨은 그들을 계속 유임시켰다. 제퍼슨의 연방정부 인사 전원 해직 거절은 1828년 선거 이후 앤드루 잭슨이 대통령이 된 후 모든 측근 인사들을 자신의 사람들로 바꿀 때까지 계속 지켜졌다.
제퍼슨이 연방주의자들에게 온건한 태도를 취하고 있을 때, 연방주의자들은 당내의 내분에 휩싸여 분열되었다. 아직 민주공화당을 그리 신뢰하지 않는지, 연방주의자들은 민주공화당의 정치 선거운동 참여를 거부하였으나, 한편으로는 민주공화당의 대중적 지지에 매우 놀랐다. 연방주의자들의 정신적 지주인 전임 대통령 애덤스와 존 제이는 공직에서 은퇴하여 고향으로 돌아갔으며 또다른 지도자인 알렉산더 해밀턴은 1804년에 부통령 에런 버와 결투를 벌였으나 그에게 사살당하여 사실상 연방주의자당을 이끌 마땅한 지도자가 없었다. 미국이 점점 영토를 넓혀가자, 제퍼슨의 반연방 민주주의적 사상이 높은 세금과 강력한 중앙 정부를 지향하던 연방주의자들을 제치고 대중들의 마음을 움직였다. 1805년까지, 연방주의자들은 뉴 잉글랜드 지방과 델라웨어주에서만 강세를 보였고 연방주의자 온건파들은 민주공화당에 가입하였다. 그리고 연방주의자당에서 가장 손해를 끼친 탈당 사건은 바로 존 애덤스 대통령의 아들 존 퀸시 애덤스가 연방주의자당을 탈당하고 민주공화당에 입당한 것이었다.

#### 사법부와의 갈등

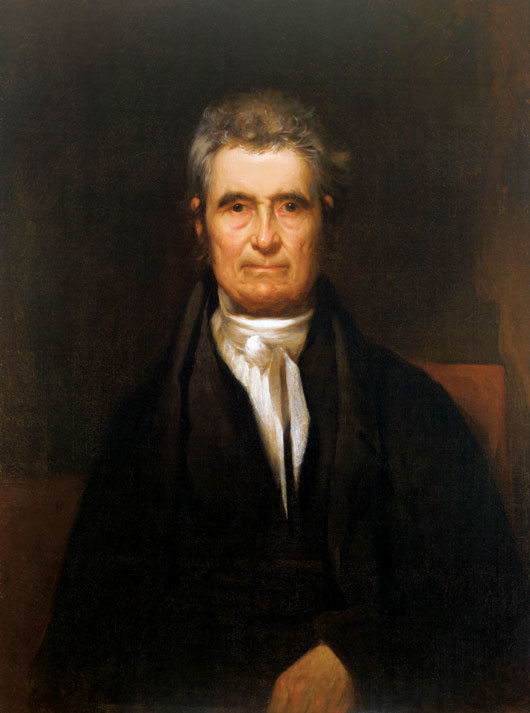
연방 대법원장 존 마셜

제퍼슨은 그의 전임자들이 임명한 판사들을 좋아하지 않고 매우 의심하였다. 그가 생각하는 좋은 판사는 현실과는 매우 다른 것이었는데 그가 반연방주의적인 권리장전에서 주장한 것 중 하나는 바로 판사가 사법부에서 가질 수 있는 권한이었다. 그의 주장에 동조한 민주공화당이 지배하고 있던 의회는 애덤스 행정부 때 통과된 1801년의 사법법을 무효로 하여 애덤스 행정부 말기 만들어진 연방주의적인 많은 지역법원들을 없애버렸다. 그러나 사법법 폐기는 그렇게 쉬운 문제가 아니었다. 연방주의자들은 "헌법에 한번 법원이 만들어지고 판사가 임명을 받으면 중죄를 저질러 탄핵을 받지 않는 이상, 판사는 죽을 때까지 재직이 가능하다"라고 제퍼슨의 이러한 행동에 반발하였다. 민주공화당의 제퍼슨은 법원에 대한 정치적 대책을 연방주의자들에게 설명하지 않고, 대신 그들에게 법원이 국가에 끼치는 부담을 이유로 들며 공격을 퍼부었다. 이미 종신 연방주의자 판사들이 지배하던 사법부가 자신들 세력 하의 많은 법원을 만든 뒤부터 전혀 법원이 필요없다는 상황이 발생하기 시작하였다. 민주공화당 당원들은 이러한 법원의 부당한 행동은 사법법을 무효시키기 위하여 법원이 정부에 과도한 걱정을 끼치고 있다고 주장하였다. 그러나 이러한 주장은 헌법에 대한 약간의 해석이 필요하였음에도 불구하고 제퍼슨은 미국 제1 합중국 은행 창설 당시 반대하였던 당원들을 모두 규합하여 상·하원 모두에서 1801년의 사법법을 무효로 하는 데 성공하였다.
이 사태는 애덤스 행정부가 끝나기 바로 직전에 임명된 "심야 판사"들이 제대로 임명을 받지 못하게 만들었다. 민주공화당 인사로부터 사법부를 연방주의자당으 세력권 안에 넣기 위해 "심야 판사"들이 임명된 뒤부터, 제퍼슨은 새 연방 판사들을 임명은 하였으나, 정작 그들에게 자리를 주는 것을 꺼려하였다. 그가 유일하게 어찌해볼 도리가 없었던 것이 하나 있었는데 바로 애덤스 행정부 말기 국무장관을 지냈던 존 마셜이 연방 대법원장으로 임명되었던 것이다. 마셜은 본래 제퍼슨의 5촌 조카로 당숙인 제퍼슨과 같이 법학을 전공하였으나, 사상은 당숙과 매우 달랐는데 그는 존 애덤스의 사상을 그대로 이어받은 열렬한 연방주의자였다. 마셜이 사법부에 끼친 영향은 매우 대단하여 사법부가 주의 권한을 보호하는 대신 연방정부의 권한과 권위를 더 중시하도록 하였다. 가장 중요한 사건인 마베리 대 매디슨 사건은 "심야 판사"중 하나로 임명받은 윌리엄 마베리가 판사로 임명은 받았으나 정작 임명장은 받지를 못하였다. 마베리는 당시 임명장을 가지고 있던 정권의 2인자 국무장관 제임스 매디슨에게 항의를 하여 소송을 걸었다. 마셜을 비롯한 대법관들은 직무집행 영장을 내려 당장 매디슨에게 임명장을 줄 것을 권고하였다. 이 사건은 비록 의회나 정부가 만든 법률은 무엇이든간에 헌법에 합법한가 아닌가를 따져야 하며 연방대법원은 이러한 법률을 위헌으로서 무효화할 수 있도록 하여 오늘날의 사법심사의 시초가 되었다.
민주공화당 인사들은 1801년의 사법법을 무효로 하는 것과 "심야 판사"들을 해직시키는 걸로 만족하지 않았다. 그들은 이참에 연방주의적인 연방 판사들을 대법원에서 해직시키려고 하였다. 첫 번째 소송은 미친 행동을 보이며 공공에서 음주를 하여 기소된 연방주의자 지역 판사 존 핑커링에 관한 소송이었다. 제퍼슨의 조종으로 하원은 1804년에 핑커링을 탄핵하고 상원 역시 탄핵에 찬성하여 얼마 안가 핑커링은 대법원에서 해직당하였다. 그리고 제퍼슨은 이제 연방대법원을 주시하기 시작하였다. 연방주의자 대법관인 새뮤얼 체이스(Samuel Chase)는 대배심원에게 "민주공화당 인사들은 '평화와 질서, 자유와 소유권'을 침해하고 있다"라고 주장하였다. 체이스가 자신을 비난하는 것을 안 제퍼슨은 의회의 지도자들에게 다시 탄핵을 올릴 것을 재촉하였다. 그러나 많은 민주공화당 당원들, 특히 상원 의원들은 이러한 정당한 반박에 대한 규탄은 이미 제퍼슨 행정부 초기 무효화된 연방주의자당의 외국인 규제법을 생각나게 한다고 제퍼슨의 요청을 거부하였다. 정치적 비판으로 대법원 재판관을 해직하는 것을 바라지 않던 상원은 1804년 체이스가 모든 혐의에서 죄가 없다고 선언하였다. 새뮤얼 체이스 사건은 미국 역사상 최초이자 유일한 연방 대법관 탄핵 사건이었다. 당의 최고 지도자인 제퍼슨의 의견에 반대한 민주공화당 소속 연방 상원의원들은 사법부의 독립은 정치적으로 어찌 할 수 없다는 의견을 제퍼슨에게 보냈다.

#### 재선과 민주공화당의 분열
제퍼슨은 1804년 미국 대통령 선거에서 선거인단 표 162표를 확보하여 불과 14표밖에 확보하지 못한 연방주의자당 소속 찰스 핑크니를 손쉽게 물리치고 재선에 성공하였다. 뉴 잉글랜드 지방에서 제퍼슨에 대한 반대세력이 형성되자, 연방주의자들은 이 곳을 제퍼슨 행정부 반대파의 기점으로 삼아 계속 반제퍼슨 세력을 이루고 있었다. 온건한 공화주의를 내건 제퍼슨에게 반대하는 연방 하원의원인 존 랜돌프와 존 테일러는 탈당하고 제퍼슨에게 본래 자신이 주장하던 작고 힘없는 연방정부를 지향하는 "1798년의 원칙"으로 돌아가라고 요청하였다. 이들은 "구민주공화당"(또는 제3당, Tertium Quids)의 당원으로 불렸고, 민주공화당이 유약해 진것은 모두 국무장관 매디슨과 재무장관 갤러틴 때문이라고 강도높게 비판하였다. 제퍼슨이 조지아의 서쪽의 야주 랜드(Yazoo Land) 문제로 혼란에 빠져있을 때, 랜돌프는 하원에서 대통령인 제퍼슨을 정면으로 비판하기 시작하였다. 랜돌프의 이러한 행동은 민주공화당 출신 의원들이 제3당을 멀리하는 계기가 되었다. 그리고 결국에는 마셜의 연방대법원이 플레쳐 대 펙 사건에서 야주 랜드 문제를 종결짓도록 요구받았다. 마셜은 제퍼슨의 야주 랜드 문제에 대한 설명을 지지하는 것에 탐탁하게 여기지 않았으나, 어쨌든 제퍼슨을 지지하였고 마셜은 헌법에 대한 주의 법의 적합성을 따짐으로서 사법부의 권한을 한층 강화하였다.

#### 아메리카 원주민과의 관계
제퍼슨이 대통령으로 취임할 때, 미국 서부 오하이오 계곡에서는 원주민 부족 중 하나인 쇼니족의 추장 테쿰세와 그의 남동생 텐스콰타와가 원주민들을 이끌고 미국 정부에 대항하고 있었다. 그들은 오하이오·일리노이 등의 노스웨스트 지역에서 미국에 대항한 인디언 연합을 만들었고 테쿰세·텐스콰타와 형제는 서부로 향하려는 미국인들을 막는 강력한 존재가 되고 있었다. 제퍼슨은 인디언들에게 미국 문명화를 강요하였다. 일부의 견해는 아메리카 원주민에게 그리 반대하는 입장은 아니었으나 테쿰세 형제를 백인 문화로 문명화시키거나 그들을 서부에서 몰아내는 것이 필요하다 느꼈다고 보는 견해도 있다. 한편 인디언 등에 대한 그의 입장에는 이견이 제기되어 있다.
제퍼슨은 미시시피 강 동부 지역을 미국의 영토로 선언하고, 테쿰세를 비롯한 동부 인디언들을 백인 문화로 편입시키고, 일부는 미시시피 서부로 몰아내는 정책을 추진했다. 제퍼슨의 대통령 재임 기간 남부에서 아메리카 원주민들에 대한 이주가 시작되었다. 문명화된 다섯 부족인 체로키 족, 촉토 족, 머스코지 족, 치카소 족, 세미놀 족은 그들의 영토를 지킬 수 있었는데 바로 이들이 백인들의 문화를 존중하고 그것을 받아들였기 때문이다. 머스코지 족과 한 핏줄인 크릭 족이 앨라배마에 있는 자신들의 영토에서 나가기를 거부하자, 앤드루 잭슨이 이끄는 테네시 민병대가 원정을 펼쳐 호스슈 벤드 전투에서 저항하는 원주민들을 가차없이 살육하고 그들을 서부로 몰아냈다. 한편 아메리카 원주민들을 가리켜 쓰레기라고 했다는 혹평도 존재하고 있다.

#### 노예 무역 제재
제퍼슨의 두 번째 임기 중, 의회에서 제정하고 헌법에 명시한 노예 무역 금지 법안의 기간이 만료되었다. 제헌회의에서 노예 무역 조약으로 만들어진 이 제재는 1808년까지 의회에서 다시 노예 무역에 관한 논의 자체를 막았다. 1807년 북부 출신 연방 하원의원들이 미국에서 노예 무역을 영원히 금지하는 법안을 의회에 제출하였다. 이 법안은 대통령인 제퍼슨의 승인을 받았으나 이 법안의 제정을 놓고 의회가 두 개의 파로 갈라졌다. 북부 출신 하원의원들이 노예 무역을 반대하였으나 정작 자신의 땅에서 잡혀 미국으로 밀수입된 노예들을 자유 시민으로 만들어 북부 자유주에서 살게 해준다는 요구는 없었다. 남부 출신 하원의원들은 노예 무역 제재는 무시될 것이며 노예들을 규제하는 건 의회가 아닌 각 주에게 달려 있다고 반박하였다. 1808년 북부와 남부 사이에 협상안이 타결되어 노예 무역을 금지하였으나 연방정부는 노예 제재에 손을 때고 잡혀온 노예들은 각 주가 관장하도록 하였다. 주 정부는 잡혀온 노예들을 경매에 내보내 가장 높은 값을 부르는 사람에게 노예들을 팔았다. 그러나 노예 무역 제재는 말 그대로 노예 무역만을 금지한 것이었을 뿐, 모든 노예 제도마저 폐지시키지는 못하였다.

### 제퍼슨의 대외 정책

#### 루이지애나 매입

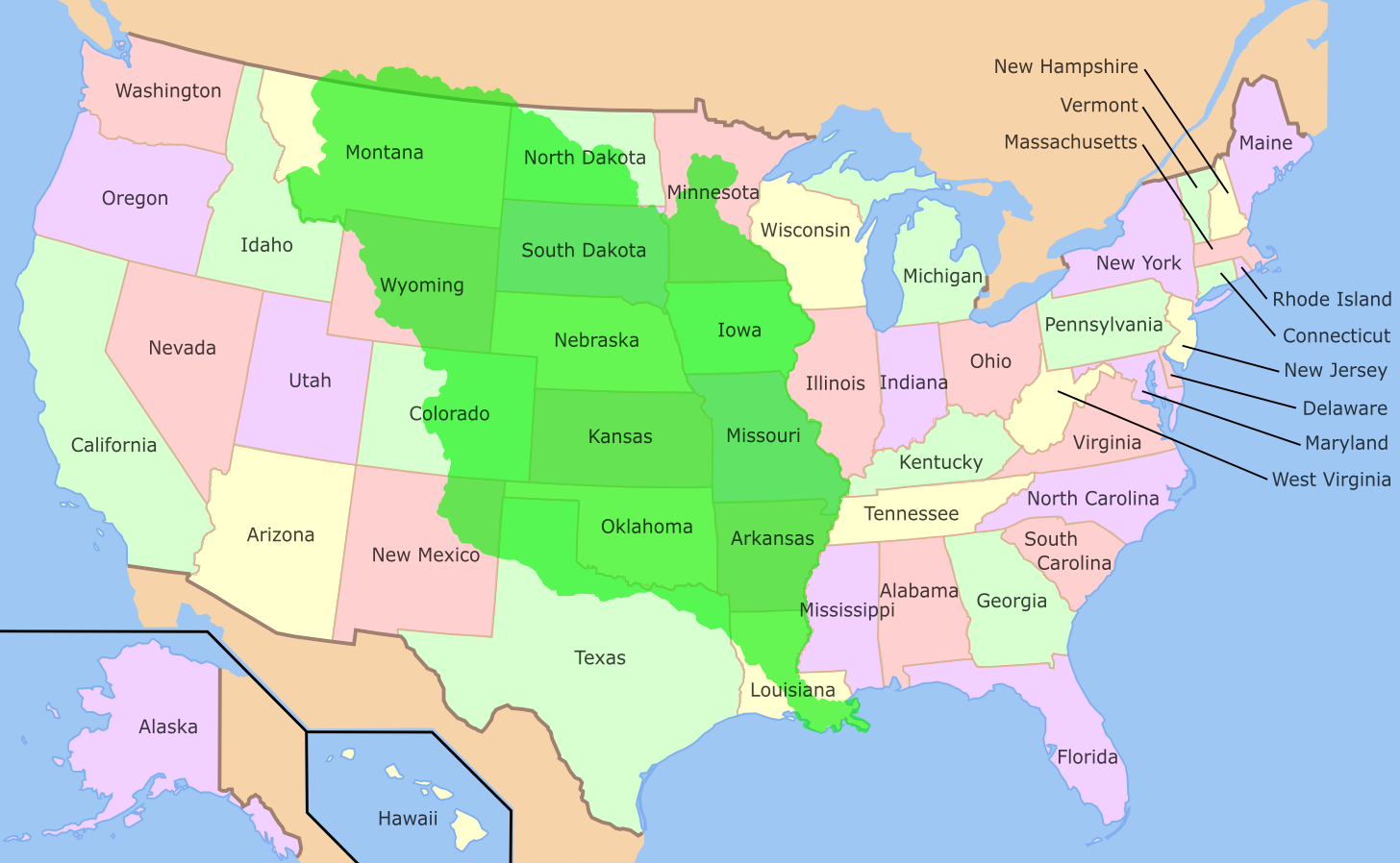
녹색 부분이 매입한 루이지애나 영토

첫 번째 취임사에서 제퍼슨은 광활한 루이지애나 영토를 미국의 세력권 안에 집어넣으려는 자신의 비전을 피력하였다. 당시 그가 대통령으로 취임할 무렵, 루이지애나는 파리 조약(1763)에 따라 스페인이 영유권을 가지고 있었다. 그러나 제1통령에 올라 프랑스 정권을 장악한 나폴레옹이 1800년 10월에는 스페인과 비밀리에 산일데폰소 조약을 체결하여 루이지애나의 소유권을 되찾았다. 1802년 미국 선박이 뉴올리언스 항구 이용에 문제가 발생하자, 이를 해결해야만 했다. 남부지역에서 생산되는 농산물 수송의 대부분을 미시시피 강에 의존하고 있었기 때문이다.
제퍼슨은 제임스 먼로와 로버트 리빙스턴을 파리로 보내 프랑스와 뉴올리언스 매입에 대하여 협상을 하도록 하였다. 당시 나폴레옹은 아이티에서 반란을 진압하느라 많은 군비를 지출한 상태였고, 영국과의 전쟁을 앞두고 군자금이 필요했다. 나폴레옹은 외무상인 탈레랑을 통해 뉴올리언스 뿐만 아니라 루이지애나 전체에 대한 매입을 제안하였고 협상결과 1,500만 달러에 매각하였다. 제퍼슨은 협상 소식에 매우 기뻐하였으나 곧 그는 영토 매입 결정에 대한 법적인 권한이 없음을 알게 되었다. 그러나 본래 헌법을 신봉하던 제퍼슨은 땅을 살 권한을 의회에 주는 것을 골자로 하는 수정헌법을 준비하기 시작하였다. 당시 루이지애나 편입에는 반대의견이 있었고, 매입에 반대하는 이들은 "사람도 살지 않고, 있는 것은 기껏해야 늑대와 떠돌이 인디언, 엄청난 쓰레기뿐인 땅을 가뜩이나 부족한 돈으로 사들였다"며 제퍼슨을 비난하였다. 제퍼슨 본인도 "미주리 강 상류에는 매머드와 큰땅늘보를 비롯해 선사시대 생물들이 존재하고, 소금으로 이뤄진 산이 펼쳐져 있다"라고 믿기도 하였다.
그러나 미국의 땅값 지불 지연과 프랑스의 국고가 아이티의 반란에 들어갈 군비로 인하여 갈수록 비자, 나폴레옹은 탈레랑에게 만약 미국이 루이지애나 영토의 값을 빨리 지불하지 않으면 프랑스는 영국에게 줄 것이라는 소문을 퍼뜨리라고 지시하였다. 먼로와 리빙스턴이 고심하고 있을 때, 제퍼슨은 흥분을 가라앉히고 새 수정헌법의 이익도 따지지 않은 채 상원에게 병합 조약을 승인할 것을 요구하였다. 연방주의자들의 적은 반대를 제외하고 대다수 상원의원들이 이를 찬성하여 미국은 루이지애나 영토를 미국에 준주로 편입시켰으니 역사학자들은 이것을 바로 루이지애나 매입이라고 부른다. 이 매입으로 미국의 영토는 하루아침에 두 배로 늘어났으며 새 영토가 셍긴 제퍼슨은 이제 그 곳에 살고 있는 프랑스인과 스페인인, 멕시코인, 그리고 아메리카 원주민을 어떻게 다스려야 할지 곰곰이 생각하였다. 각 민족 간의 다툼을 막기 위해 제퍼슨은 루이지애나 정부법을 만들어서 루이지애나 준주를 다스릴 정부를 만들고 세금을 걷을 체계 또한 갖추게 하였다. 하지만 제퍼슨은 미국 독립 당시 '대표없는 곳에 과세 없다'고 강력히 주장하였으나 아이러니하게도 의회에 의원들을 보내지도 못하는 준주인 루이지에나에 과세를 하였다.
1803년 7월 4일 제퍼슨은 프랑스로부터 루이지애나를 사들였다고 공표하였다. 이후 루이지애나 매입이 끝나자 제퍼슨은 새 영토에 무엇이 있는지 관찰하기 위해 서부 탐험대를 만들어 보냈다. 메리웨서 루이스와 윌리엄 클라크가 대장으로 임명되어 새 영토에 있는 과학적인 자료 수집과 분석, 원주민의 민족사 기술, 원주민과 미국 간의 무역망 설립과 새 영토의 자연 탐험을 목적으로 삼아 미지의 서부로 떠났다.

#### 에론 버의 음모
루이지애나 준주에 있는 프랑스인, 스페인인 등 주민들의 불만은 전 미국 부통령 에런 버가 나폴레옹에게 접근하고 다시 루이지애나를 빼앗아 새로 친프랑스적인 국가를 만들려는 버의 음모를 낳았다. 버는 워싱턴 D.C.에서 부통령으로 뽑히지 못하고 출신주인 뉴욕 주에서도 주지사로 당선되지 못하자 크게 분노하였다.낙선의 이유가 초대 재무장관이었던 해밀턴의 방해 때문이라고 판단한 버는 해밀턴에게 결투를 신청하였다. 1804년 7월 뉴저지 주의 위호큰에서 벌어진 결투에서 해밀턴이 사망하자 버는 도망쳤다. 그리고 친구인 제임스 윌킨슨과 멕시코를 공격하고 자신을 "멕시코의 황제"라 참칭하였으나 윌킨슨은 도중에 버를 배신하고 제퍼슨에게 이 사실을 알렸다. 전임 부통령이 이러한 반역에 깊숙이 관여했다는 것에 격노한 제퍼슨의 명령으로 버는 연방군에게 체포되어 워싱턴 D.C.로 호송되었다. 버가 구속된 후 제퍼슨은 버에게 내란반역죄 혐의로 기소하고 재판을 열라고 지시하였다. 그러나 연방대법원에서 판결을 내릴 때, 대법원장 마셜은 당시 반역 도모를 했던 모임에 버가 그 자리에 있었는지 증거가 불충분하다고 설명하였다. 이를 들은 제퍼슨은 크게 놀랐고 마셜과 대법관들은 버가 반역죄 혐의를 받을 자격이 없다 하며, 그가 무죄임을 판결하였다.

#### 지중해 해적 소탕
영국과 프랑스를 제외한 다수의 유럽국가들은 자국 상선을 공격하지 않는다는 조건하에 바르바리 해적 국가들에게 일정한 조공을 받치고 있었다. 독립이전에 미국은 영국의 비호하에 지중해 무역을 하였으므로 아무런 문제가 없었으나 독립후에는 바르바리 해적들의 표적이 되었다. 어쩔수 없이 미국 역시 유럽국가들의 관례에 따라 조지 워싱턴 행정부 때부터 조공을 받치고 안전을 보장 받는 길을 택하였다. 이에 대해 반대 여론도 만만치 않았으나 독립초기에 여러 어려움이 있었기에 묵살되었다.
그러나 제퍼슨의 생각은 달랐다. 바르바리 해적국가들이 조공을 올려서 국고에 부담이 커지자, 1801년 6월 미국 해군과 해병대를 트리폴리로 보내 소탕작전을 전격적으로 진행하였다. 미국의 함대는 스웨덴 함대와 함께 바르바리의 해적들과 맞서 싸웠다. 4년간 계속된 제1차 바르바리 전쟁은 '트리폴리 해안으로 진격한' 미국 해병대가 승리로 종결되었다. 미해군 전함이 침몰되는 큰 피해도 있었으나 1805년 결국 승전국의 자격으로 추후 조공을 받치지 않는 조건하에 트리폴리와 평화 조약을 맺었다. 당시 미국의 사망자는 35명, 부상자는 64명이었으나 바르바리군의 사망자는 800명, 부상자는 1200명이었으니 미국의 최초의 해외 원정으로서 꽤 큰 성과였다.

#### 유럽과의 관계
제퍼슨의 두 번째 임기 중, 영국과 프랑스 사이에서 세계의 패권을 놓고 나폴레옹 전쟁이 시작되었다. 워싱턴이 중립법을 발표하자, 제퍼슨은 미국이 어느 편에 들지도 또는 어느 나라와도 무역을 해서는 안된다는 워싱턴의 견해를 인정하고 받아들였다. 나폴레옹의 세력을 약화시키기 위해, 영국 정부는 분명 중립을 선언하던 미국의 선박들을 약탈하고 그 선원들을 붙잡아 영국의 군대에 강제로 징용하였다. 영국 의회는 긴급 칙령을 공포하여 유럽과의 모든 무역을 금지하였다. 나폴레옹은 1806년의 베를린 칙령과 1807년의 밀라노 칙령에서 효과적으로 유럽으로부터 영국 무역을 고립시키고 이를 무시하는 중립국의 선박을 마음대로 침략하는 것을 허용하였다. 제퍼슨은 이러한 영국과 프랑스의 행동에 미국의 중립성이 흔들리다며 심각하게 동요하였다. 이 긴장은 버지니아주 해안에서 일어난 체서픽-레퍼드 사건에서 절정에 다다랐는데 영국의 전함 레퍼드 호(The Leopard)가 미국의 선박 체서픽 호(The Chesapeake)를 수색하겠다는 것이었다. 체서픽 호의 선장은 이를 단호히 거절하고 레퍼드 호는 체서픽 호에 대포를 발사하여 미국인 선원 3명이 사망하고 18명이 부상을 입었다. 이 소식을 들은 여론은 제퍼슨에게 강력한 조치를 요구하였다.
이러한 요구를 받은 제퍼슨은 의회의 협조를 얻어 1807년 출항금지법에 서명하였다. 이 법안은 영국과 프랑스에게 어느 국가든 다 무역할 수 있는 미국의 중립성을 존중해 줄 때까지 영국 또는 프랑스와의 무역을 일체 금지하였다. 배를 출항시킬 수 없자, 많은 미국인들은 즉각 유럽과 위험한 밀무역을 하기 시작하였다. 제퍼슨은 이에 크게 노하여 연방정부의 권한을 이용, 연방군을 동원하여 미국의 해안을 지키고 캐나다와의 무역로를 차단하였으며 의심스러운 밀무역업자의 선박을 공격하여 침몰시켰다. 또한 수송선을 포함한 모든 배는 군대나 정부 관료의 승인을 받지 않고는 승객이나 짐을 실어 나르지 못한다고 명령하였다. 출항금지법은 민주공화당에게 매우 불리한 결과를 낳았다. 경제에서 무역을 많이 의존한 뉴 잉글랜드 지방은 다시 연방주의자당을 지지하기 시작하였다. 제퍼슨은 출항금지법을 지지하는 도중 연방정부에게 개인의 사생활을 침해당하였다 주장하는 지지자들의 지지를 잃었다. 심지어 영국과 프랑스는 출항금지법 적용 후, 자신들의 경제가 그리 심각하게 나빠지지 않았다며 이러한 제퍼슨의 정책을 크게 비웃었다. 1808년 제임스 매디슨이 대통령에 당선된 후, 그의 평판은 출항금지법으로 매우 나빠졌고 민주공화당의 여당으로서의 지위 역시 흔들리게 되었다.

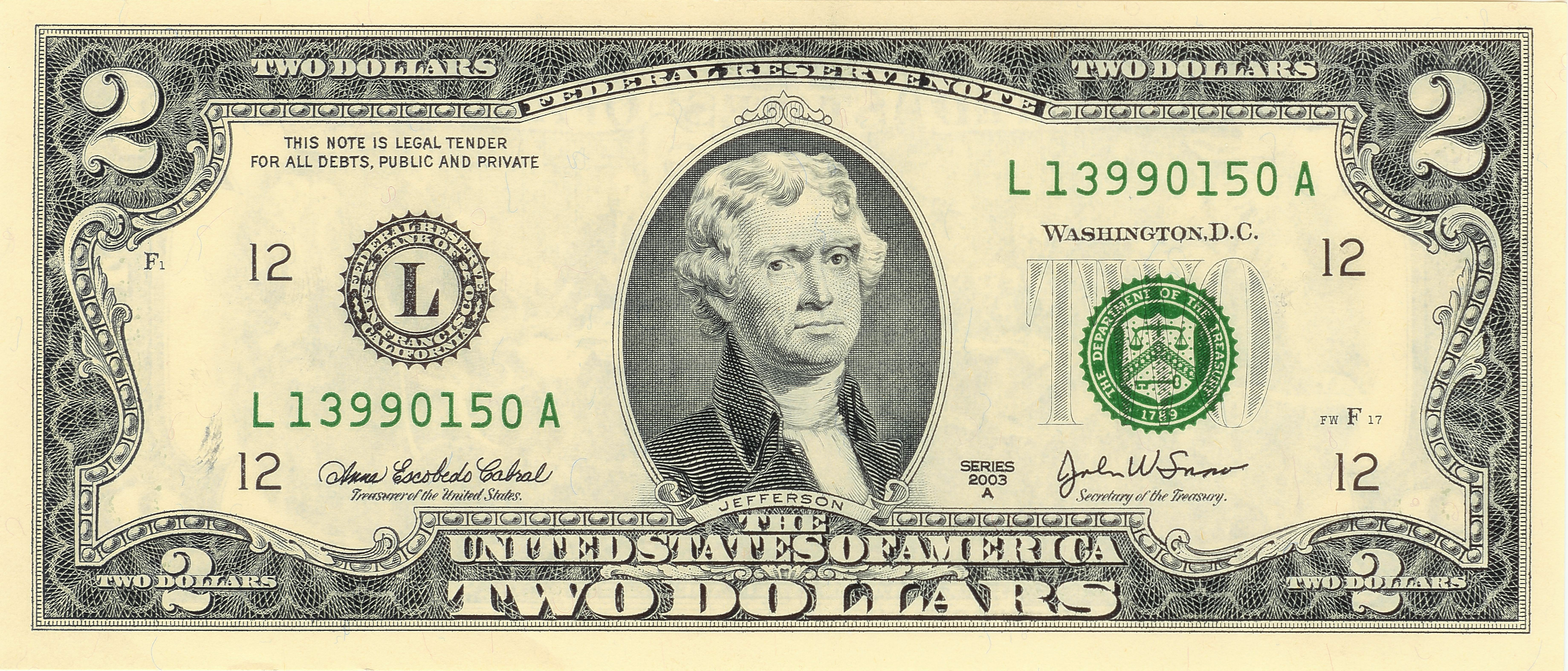
미국 2달러 지폐에 그려져 있는 제퍼슨의 초상

### 행정부와 내각
| 직책     | 이름                                | 임기            |
| -------- | ----------------------------------- | --------------- |
| 대통령   | 토머스 제퍼슨 (Thomas Jefferson)    | 1801년 ~ 1809년 |
| 부통령   | 에런 버 (Aaron Burr)                | 1801년 ~ 1805년 |
| 부통령   | 조지 클린턴 (George Clinton)        | 1805년 ~ 1809년 |
|          |                                     |                 |
| 국무장관 | 제임스 매디슨 (James Madison)       | 1801년 ~ 1809년 |
| 재무장관 | 새뮤얼 덱스터 (Samuel Dexter)       | 1801년          |
| 재무장관 | 앨버트 갤러틴 (Albert Gallatin)     | 1801년 ~ 1809년 |
| 법무장관 | 레비 링컨 1세 (Levi Lincoln Sr.)    | 1801년 ~ 1804년 |
| 법무장관 | 존 브레킨리지 (John Breckinridge)   | 1805년 ~ 1806년 |
| 법무장관 | 시저 A. 로드니 (Caesar A. Rodney)   | 1807년 ~ 1809년 |
| 육군장관 | 헨리 디어본 (Henry Dearborn)        | 1801년 ~ 1809년 |
| 해군장관 | 벤저민 스토더트 (Benjamin Stoddert) | 1801년          |
| 해군장관 | 로버트 스미스 (Robert Smith)        | 1801년 ~ 1809년 |

### 재임 기간에 임명된 대법관
제퍼슨은 대통령 재임 기간 동안 3명의 연방 대법관을 임명하였다.
- 윌리엄 존슨(William Johnson) - 1804년
- 헨리 브락홀스트 리빙스턴(Henry Brockholst Livingston) - 1807년
- 토머스 토드(Thomas Todd) - 1807년

### 재임 기간 연방에 가입한 주
- 오하이오주 - 1803년 3월 1일

## 버지니아 대학교의 아버지

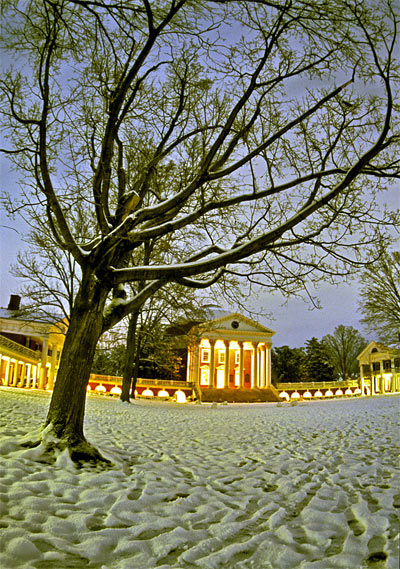
버지니아 대학교의 더 런

대통령에서 물러난 후, 제퍼슨은 계속 공직에서 일하였다. 그는 더욱 수준높은 교육을 학생들에게 가르칠 수 있지만 다른 대학들처럼 교회의 영향을 받지 않는 대학을 짓기를 매우 희망하였다. 제퍼슨은 교육받은 사람들이 제대로 된 사회를 만드는 데에 크게 일조할 것이라 믿었고, 또한 경제적 사정이 좋지 않은 사람들에게도 공부할 수 있는 길을 열어주기 위하여 대학이 특정 계층이 아닌 모두에게 공평한 기회를 줘야 한다고 생각하였다. 1800년 1월에 조지프 프리스틀리에게 보낸 편지에서 제퍼슨은 대학을 짓기 전 십수년간 대학 건축과 운영 계획 등을 만들어 놓았다고 썼다.
1819년 마침내 버지니아 대학교의 설립이 이루어지면서 그의 꿈은 이루어졌다. 그러나 정식으로 개교하지는 않아 1825년에야 대학에 학생들이 편입되었는데 버지니아 대학교는 학생들에게 원하는 선택과목의 강의를 들을 수 있도록 허락한 최초의 대학교였다. 당시 버지니아 대학교 설립은 북아메리카에서 가장 큰 건축 사업 중 하나로 제퍼슨의 교육 이념에 따라 교회보다는 도서관을 중요시하였다. 사실 대학 캠퍼스 예배당은 그의 본래 계획에는 없었으나 설립하도록 허락하고, 대신 예배당이 대학교에 관한 모든 교육적인 정책에 철저히 관여하지 못하게 하였다. 1826년에 죽을 때까지, 제퍼슨은 많은 학생들과 교수들을 자신의 집인 몬티첼로로 초대하였는데 이 중 훗날 유명한 소설가가 되는 에드거 앨런 포도 있었다.
제퍼슨은 버지니아 대학교의 교정을 만들면서 교육과 신생 공화국의 농업 중심의 민주주의를 강하게 나타내는 디자인을 채택하였다. 전문적인 학생을 육성하려는 제퍼슨의 교육 이념은 그의 교정 설립 계획에서도 잘 드러났는데 전문적인 학생을 육성하기 위해 만든 교정을 더 런(The Lawn)이라고 이름붙였다. 대학생들은 여러 개의 교정 별관에서 독특한 자신들만의 전문 분야를 개척해 나갔는데, 별관은 사각형의 건물로 교실, 실험실, 교무실, 그리고 기숙사 등으로 사용되었다. 매우 특이한 것이, 정면에서 보면 별관들의 크기가 같아보이지만 사실은 크기가 약간 다르다. 또한 별관들은 각 학생용 시설과 여러 개의 회랑으로 서로 연결되어 있었다. 큰 정원과 텃밭은 뱀 모양의 벽으로 둘러싸여 있어 제퍼슨이 주창한 농업 중심의 생활방식을 강조하고 과학적 농업 기술을 가르쳤다.
제퍼슨의 매우 질서있고 꼼꼼한 교정 설립 계획은 중앙의 더 런이라 불리는 사각형 건물을 놓고 좌우에 서로 연결되는 회랑과 학생 전용 건물들을 세워놓아 조화를 이루게 하였다. 안뜰은 지식의 보고인 도서관과 같이 평지에 에워싸져 있었다. 도서관의 맞은편에 있는 부지는 훗날 세워질 건물의 자리를 마련하기 위해 잔딧밭으로 내버려두었다. 더 런에 있는 건물들의 크기는 중앙의 도서관에 가까워질수록 크기가 달라지는데 계속 가까이 갈수록 건물이 차이가 나며 건물의 위치 역시 계속 도서관으로 다가갈수록 약 1m씩 높은 곳에 위치해 있다. 중앙의 도서관은 가장 높은 위치에 있으며 이러한 디자인은 미래로 향해 끊임없이 올라가면 정상의 자리를 차지할 수 있다는 뜻을 내포하고 있다.
제퍼슨은 고대 그리스와 고대 로마 스타일을 매우 좋아하였는데 그는 과거 민주주의 국가들의 건축 스타일이 미국의 민주주의를 가장 잘 나타낼 것이라 생각하였다. 각각의 건물들은 모두 고대 2층의 신전의 정면으로 디자인하였고 도서관은 로마의 판테온을 모델로 삼아 건축하였다. 이 소박한 벽돌로 쌓은 교정 건물들의 조화는 종교와 교육은 분리되어야 한다는 공공 교육의 중요성을 보여주는 질서정연한 건축학적 결정체였다. 이러한 교정 설립 계획과 건물 건축은 오늘날까지 지적인 생각과 염원을 표현하고 있는 인간이 만든 건축물의 좋은 본보기가 되고 있다. 미국 건축가 협회 회원 간의 투표에서 제퍼슨의 버지니아 대학교 설립이 미국 건축학 역사상 가장 중요한 작업이라고 칭송하였다.
버지니아 대학교는 버지니아 주의 교육 체계의 결정체로 만들어졌다. 제퍼슨은 모든 주의 주민들이 이제 자신의 능력에 따라 대학교에 들어와 공부를 할 수 있다는 견해를 가지고 있었다.

## 죽음

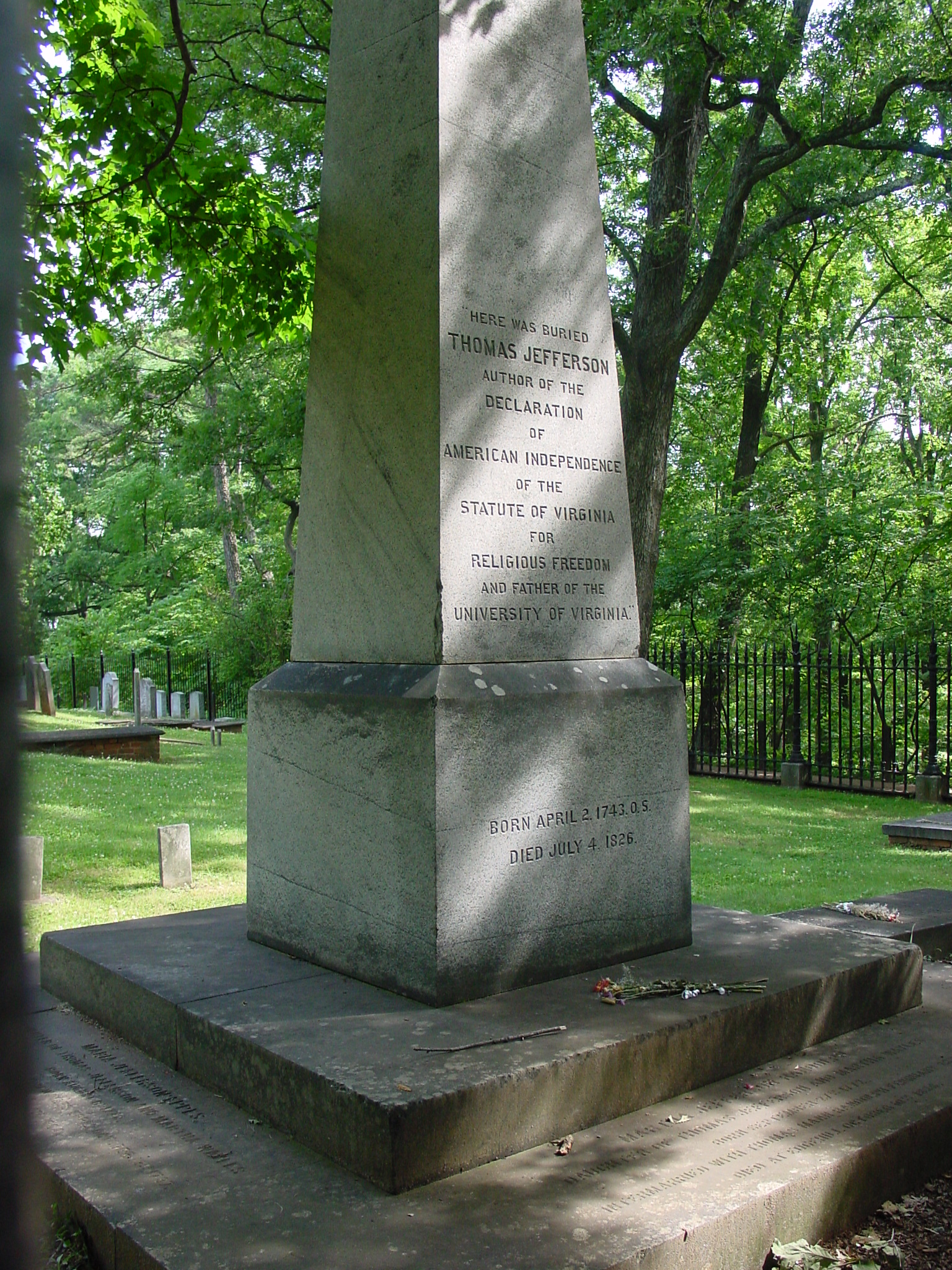
제퍼슨의 무덤 위에 세워져 있는 그의 묘비

제퍼슨은 미국 독립기념일인 1826년 7월 4일에 향년 83세로 사망하였는데 향년 그 날은 미국 독립선언 50주년이 되는 날이었다. 공교롭게도 같은 날, 독립 선언서를 같이 쓴 동지이자, 부통령 재임 당시 대통령으로 가장 큰 정적 중 하나, 그러나 화해하고 다시 좋은 친구로 지냈던 존 애덤스도 사망하였는데 애덤스는 제퍼슨이 죽고 몇 시간 뒤에 세상을 떴다. 애덤스가 죽기 전 마지막으로 남긴 말이 "토머스 제퍼슨은 아직 살아 있는데…"라고 하였으나, 이미 그 시간 제퍼슨은 세상을 떠나고 없었다.
제퍼슨은 미국에서 가장 부유한 가문 중 하나에서 태어났으나, 정작 죽을 때에는 엄청난 빚에 시달리고 있었다. 제퍼슨의 장인이 죽을 때, 제퍼슨과 그의 처남이 땅을 나누었는데 당시 빚이 있던 장인의 몫까지 제퍼슨과 처남이 다 맡아야 하였고 그 빚의 이자까지 불어나 엄청난 빚을 떠안았다.
제퍼슨은 빚을 갚기 위해 미국 독립 전쟁 이전에 땅을 팔았으나 당시 그가 받은 지폐는 전쟁이 끝난 뒤 엄청난 인플레이션으로 돈 가치가 매우 떨어져 쓸모없게 되었다. 콘월리스는 전쟁 때, 제퍼슨의 농장으로 쳐들어가 농장을 파괴하였고 영국인 채권자들이 전쟁이 끝난 뒤 제퍼슨에게 와서 돈을 당장 갚으라고 요구하였다. 그 뒤로 대통령이 된 뒤, 국가에서 주는 수당으로 조금 경제적인 여유가 생겼다. 그러나 1819년 경제 불황 때, 빚을 갚아달라는 친척의 말에 돈을 꾸어주었으나 갚지를 못하자, 다시 경제적으로 어려움에 빠져들었다. 제퍼슨에게 돈을 꿔 준 채권자들은 몬티첼로에 들이닥치고 몬티첼로를 압류하여 경매에 부치려 하였으나 다행히 제퍼슨은 몬티첼로를 끝까지 지켜냈다.
그가 죽은 후, 그의 땅은 경매로 넘어갔다. 1831년 제퍼슨의 552 에이커(223 헥타르)에 달하는 영지는 제임스 T. 바클레이라는 사람에게 7000달러로 팔렸다. 토머스 제퍼슨은 샬러츠빌에 있는 몬티첼로 영지에 묻혔다. 그는 유서에서 몬티첼로를 정부에 헌납하고 모조 전쟁이나 바버리 전쟁에서 죽은 해군 장교들의 아이들을 가르칠 학교로 쓰기를 희망하였다. 제퍼슨의 묘비문은 그가 스스로 쓰기를 고집하였는데 묘비문에는 이렇게 쓰여 있다.
| HERE WAS BURIED THOMAS JEFFERSON AUTHOR OF THE DECLARATION OF AMERICAN INDEPENDENCE OF THE STATUTE OF VIRGINIA FOR RELIGIOUS FREEDOM AND FATHER OF THE UNIVERSITY OF VIRGINIA |

묘비 아래에 있는 사각형의 기둥에는 또 이렇게 쓰여져 있다.
| BORN APRIL 2 1743 O.S. DIED JULY 4 1826 |

한국어로 번역한 제퍼슨의 묘비문은 다음과 같다.
| 미국 독립 선언서의 기초자이자 버지니아 종교 자유법의 제안자, 그리고 버지니아 대학교의 아버지 토머스 제퍼슨, 여기 잠들다. |

| 구력 1743년 4월 2일 생 1826년 7월 4일 졸 |

그는 자신이 한 일에서 미국 대통령이었다는 사실을 제외시켰는데 자신이 한 일 중 가장 쓸데없는 일이라고 생각하였기 때문이다. 또한 묘비문 밑에 쓰여있는 이니셜인 O.S.는 구력, 즉 율리우스력을 뜻하는데 제퍼슨이 태어날 때 영국은 아직 율리우스력을 썼고 1752년에 가서야 영국 정부는 신력법을 선포하여 쓰는 달력을 율리우스력에서 그레고리력으로 바꾸었다.

## 기타

### 외모와 성격
많은 사람들은 제퍼슨이 홀쭉하고 매우 큰 키를 자랑한다고 설명하였다. 실제로 제퍼슨의 키가 6피트 4인치(190 cm)로 파티 등 사람들이 모이는 자리에서 언제나 돋보였다고 한다.
"몬티첼로의 성인"으로 불리던 제퍼슨은 새로운 자신의 이미지를 만들어, 사람들로부터 또다른 별명인 "인민의 사람"이라고 불리기도 하였다. 그가 평생 국가보다는 인민을 중요시여겼기 때문에 이런 별명이 붙여졌던 것이다. 그는 백악관에서 손님을 맞을 때 매우 검소하고 싼 옷을 입고 맞아 이러한 대통령의 근검절약 정신에 미국 인민들 역시 감명받았다. 제퍼슨의 국무장관 제임스 매디슨의 아내인 돌리 매디슨과 제퍼슨의 딸들은 제퍼슨의 이러한 백악관 의례를 완화하고, 검소하기 그지없던 백악관의 만찬을 호화스럽고 흥미로운 파티의 장으로 만들었다. 비록 제퍼슨은 자유 언론의 강력한 수호자라 자처하였으나 급진적인 언론과는 마찰을 빚어 인민들에게 급진적인 성향으로 가지 말 것을 촉구하였다.
제퍼슨은 매우 실용적으로 글을 썼으며 글에서 자신의 지식을 유감없이 발휘하였으며, 여러 언어에 능하였다. 그는 아일랜드의 시인 오시안의 작품들을 아일랜드어에서 영어로 번역하고 그것을 제임스 맥퍼슨에게 보내 감수를 요청하였다.
대통령으로서 그는 의회의 의원들 앞에서 일반교서를 연설하는 대신, 일반교서를 써서 그 서한을 의회에 보내 의회가 제퍼슨을 대신하여 대외에 발표하도록 하였다. 그는 8년의 대통령 재임기간 동안 두 번 연설하였는데 하나는 1기 대통령 취임사, 다른 하나는 2기 대통령 취임사였다. 제퍼슨은 혀가 짧아 발음이 부정확하였는데 그로 인하여 구두로 연설하는 대신 글을 쓰는 것으로 대신하였다. 제퍼슨은 성격이 매우 내성적이고 폐쇄적이었던 것으로도 알려져 있다. 제퍼슨은 아내 마사의 죽음 때, 그와 그녀 사이에 주고받은 편지들을 붙태우고, 당시 외롭고 쓸쓸한 자신의 모습의 초상화를 그렸다. 그는 많은 사람들과 같이 일하는 것보다는 자신의 집무실에서 혼자 일하는 것을 매우 좋아하였다.

### 대인관계
제퍼슨은 정적(政敵)에게도 비교적 관대한 인물로 자신과 미 합중국 대통령의 자리를 놓고 경쟁한 바 있는 에런 버를 한때나마 존중했었다. 제퍼슨은 평소에 버를 미워했던 알렉산더 해밀턴의 도움으로 미 합중국의 대통령에 당선이 되었으며 낙선한 버가 부통령이 되자 버를 정적으로서 대한 것이 아니라 부통령으로서 대하고 그에 걸맞은 예우를 갖춰줬다. 하지만 버에 대한 제퍼슨의 감정이 실망으로 바뀌는 사건이 1804년 7월 11일에 발생했는데 그것이 에런 버와 알렉산더 해밀턴의 결투였다.
제퍼슨은 그들이 살고 있는 뉴욕주에서는 분명히 결투가 법으로 금지되어 있음에도 불구하고 이 두 사람이 법으로 금지된 결투를 하기 위해 자신에게 알리지 않고 자기들 마음대로 결투가 허용된 뉴저지주로 이동해서 결투를 벌여 결국 알렉산더 해밀턴이 사망하는 사고가 발생하자 제퍼슨은 버에게 크게 실망한 나머지 버를 차기 대선에서 부통령 후보에서 제외시켰으며 버 대신 조지 클린턴을 부통령 후보로 지목하여 재선에 성공했다. 또한 그것으로 끝낸 것이 아니라 제퍼슨은 버를 정계에서 영원히 매장시켰다.

### 취미와 활동
제퍼슨은 당시 영국의 휘그당 귀족들에게 인기가 있던 신팔라딘 양식을 미국에 처음으로 소개한 뛰어난 건축가였다. 이 건축 양식은 정치적 자유와 공화주의식 미덕을 아우르는 계몽 사상을 연상시켰다. 제퍼슨은 샬러츠빌에 자신의 유명한 저택인 몬티첼로를 지었는데 이곳에는 자동문, 최초의 회전의자, 그리고 제퍼슨이 발명한 발명품 등 당시 최신 시설을 갖추고 있었다. 근처에는 미국 대통령이 유일하게 세운 대학교로 제퍼슨이 손수 설계해서 만들어 세웠으며 미국에서 최초로 종교적인 학문을 배제한 순수한 고등 교육을 가르친 버지니아 대학교가 있다. 오늘날, 몬티첼로와 버지니아 대학교는 미국에 4개밖에 없는 유네스코(UNESCO) 세계문화유산에 같이 등재되어 있다. 제퍼슨은 버지니아주 베드포드 군 린츠버그 근처에 포플러 수목원을 디자인하였는데 공직으로 심신이 지쳐 있을 때, 잠시나마 안정을 되찾아줄 휴양지로 삼았다. 또한 그는 버지니아주 의사당을 지을 때 로마 제국 시대에 남부 프랑스 님에 세워진 메종 카리를 모델로 삼아서 설계하였다. 제퍼슨은 연방 건축 양식이 미국에 그 기반을 다질 수 있도록 큰 도움을 주었다.
제퍼슨은 어릴 때부터 고고학에 큰 관심을 가지고 있었다. 제퍼슨은 때때로 발굴 작업을 한 층 더 발전시킨 공을 높이 사 "고고학의 아버지"로도 불렸다. 1784년 버지니아에 있는 그의 영지에서 아메리카 인디언의 무덤이 발견되었을 때, 제퍼슨은 무언가 발견될 때까지 단순히 밑으로 계속 파는 방식을 피했다. 대신 쐐기를 토굴에서 제거하여 토굴 안의 무덤으로 들어가 그 곳의 지층 등을 세밀히 관찰하고 관찰 기록을 적었다.

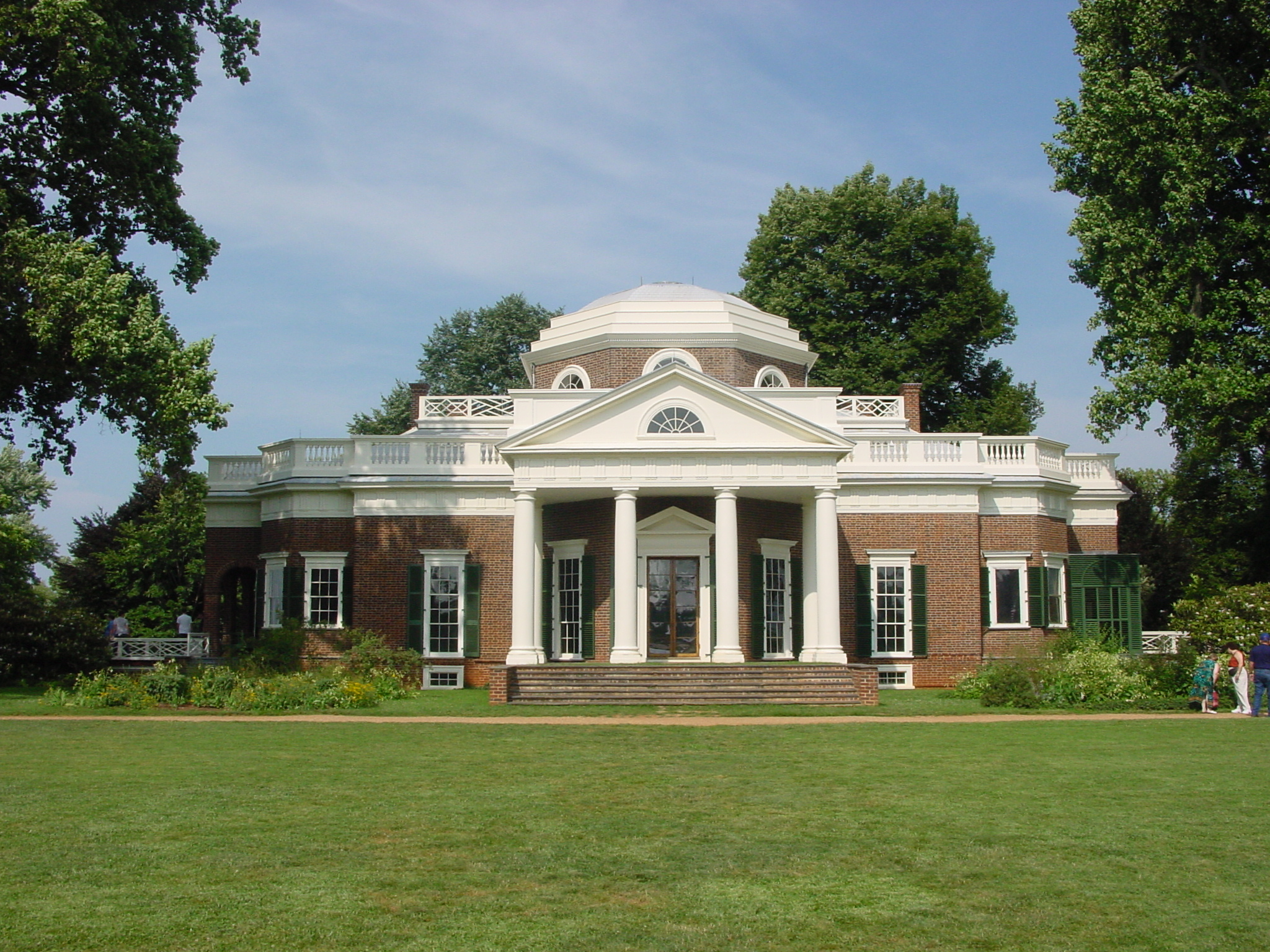
몬티첼로

토머스 제퍼슨은 몬티첼로의 연못을 좋아하였다. 대략 깊이가 3피트(1 m)로 석회반죽으로 연못을 지었다. 그는 낚시에서 잡은 물고기나 장어 등을 가져와 이곳에 놓아 주었다. 제퍼슨이 죽은 뒤, 없어졌으나 지금은 다시 복원되어 몬티첼로의 서쪽에 자리 잡고 있다.
1780년 제퍼슨은 벤저민 프랭클린이 만든 미국 철학 협회에 가입하여 부통령으로 재임하기 시작한 1797년에서 1815년까지 회장으로 재직하였다.
제퍼슨은 와인 애호가이자 미식가이기도 하였다. 프랑스 공사 시절(1784년 ~ 1789년), 그는 프랑스와 다른 유럽의 와인 명산지를 돌아다니며 최고의 와인을 사서 자신의 공관이나 버지니아의 집으로 보냈다. 그는 와인에 대해서 자신의 의견을 다음과 같이 피력하였다.
| “ | 우리 미국은 유럽과 같이 다양한 와인을 만들지 못하며 그와 똑같이 만들 수도 없지만, 질은 유럽의 것과 다르지 않다. | ” |

제퍼슨은 몬티첼로에 넓은 포도밭을 가지고 있었는데 이곳에서 그는 유럽에서 와인용으로 자주 쓰이는 포도인 비티스 비니페라(Vitis vinifera)의 씨앗 등을 심었으나 미국의 포도 풍토병으로 포도 농사가 수포로 돌아갔다.
1801년 제퍼슨은 현재 미국 의회에서도 쓰이고 있는 의회 의사 절차 설명서를 발간하였고 1812년에 개정판을 새로이 발간하였다. 1802년부터 흑인 노예 샐리 해밍스와의 사이에서 태어난 사생아의 의혹이 제기되었으나 그는 이를 부인하거나 대응하지 않았다.
미영 전쟁 기간인 1814년 8월, 워싱턴 D.C.가 영국군에게 함락당하고 미국 의회도서관이 불타자, 제퍼슨은 평생 자신이 수집한 책들을 국가에 헌납하고 싶다고 요청하였다. 1815년 1월, 의회는 제퍼슨의 요청을 받아들이고 제퍼슨에게 23,950 달러를 주고 그의 6,487개의 귀중한 책들을 헌납받았는데 그의 헌납은 의회도서관이 다시 일어서서 명실상부한 국립도서관이 되는 기틀이 되었다. 오늘날 의회도서관 웹사이트에서 연방 의회 정보를 알려주는 도우미를 '토머스'(THOMAS)라 이름붙였는데, 바로 의회도서관에 자신의 책을 아낌없이 기증한 제퍼슨을 기리기 위한 것이다.1764년 발간되어 제퍼슨이 소장하다가 의회도서관에 기증한 두 권의 쿠란은 2007년 미국 최초의 무슬림 출신 하원의원이 된 케이스 엘리슨이 하원에서 선서할 때에 쓰이기도 하였다.

### 정치 철학

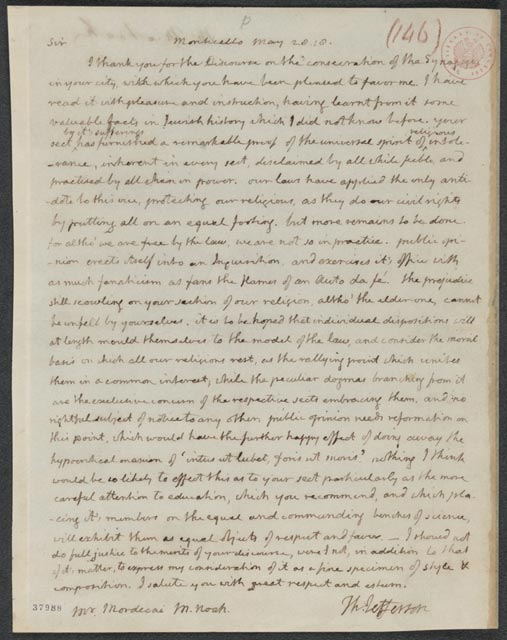
1818년 5월 28일, 모르데케이 매뉴얼 노아에게 보낸 편지에서, 제퍼슨은 인간의 본성과 민주주의의 본질에 대하여 설명하였다.

제퍼슨은 미국에 공화주의를 뿌리내리는 데 매우 중추적인 역할을 하였다. 그는 영국의 귀족적 정치 독점 방식은 단점이 많고 시민 사회에 대한 미국인들의 열정이 독립을 가능하게 하였다고 역설하였다. 1790년대 그는 해밀턴과 존 애덤스가 영국의 군주제를 도입하여 공화제를 없애버리려 한다고 여러 번 경고하였다. 또한 미영 전쟁을 지지하여 미국이 영국군을 몰아내고 영국이 지배하던 캐나다를 압박하여 캐나다까지 손에 넣을 수 있을 것이라 생각하였다. 제퍼슨이 생각한 미국의 공화주의 이상은 자유 농민이 자신들의 뜻에 따라 다스리는 농업 국가로의 발전이었다. 제퍼슨이 이러한 사상은 상업과 공업을 중시한 알렉산더 해밀턴과 크게 비교되어, 워싱턴 행정부에서 같이 장관으로 일할 때, 많은 마찰을 일으켰다. 제퍼슨은 특이하고 예외적인 것에 큰 호기심을 가지고 탐구하여 후세의 미국인들은 그를 “미국 경험주의의 아버지”라고 이름붙였다. 특히 제퍼슨은 아직 인구가 적지만 단결된 미국이 산업화되었으나 각 민족으로 분열된 유럽에서 발생한 후유증을 피할 수 있을 것이라 장담하였다.
제퍼슨의 공화주의적 정치 사상은 17세기에 영국 작가들이 창당한 국가당의 이념에서 큰 영향을 받았다. 그 중에서도 특히 개인권을 양도할 수 없다고 역설한 존 로크에게 크게 영향을 받았다. 또한 역사학자들은 제퍼슨과 동시대 사람인 장-자크 루소도 제퍼슨에게 많은 영향을 끼쳤을 것이라고 주장하였다.

그는 미국 은행 설립에 강하게 반대하고 자신의 의견을 존 테일러에게 보낸 편지에서 다음과 같이 피력하였다.
| “ | 나는 국립 은행 설립이 상비군 설립보다 훨씬 위험하다는 자네의 의견을 존중하고 또 그렇다 생각하네. 그리고 국립 은행 설립으로 야기된 이러한 국고 낭비를 모두 우리의 후손들이 다른 나라에게서 빌린 차환으로 갚아야 할 것이고 후손들에게 희망도 없는 가짜 미래를 물려주는 것일세. | ” |

그러나 매디슨과 의회는 미영 전쟁 당시 경제 불황에 빠진 이유가 국립 은행이 설립되지 않았다 하여 1816년 제퍼슨의 충고를 무시하고 헨리 클레이의 주도로 미국 제2 은행을 세운다.

제퍼슨은 모든 사람들이 각각 자신들만의 "절대권"을 가지고 있다고 믿었다. 또한 절대권은 정부 설립 여부와 상관없이 사라지지 않으며 다른 사람이 그 절대권을 줄 수도, 받을 수도, 혹은 뺏을 수도 없다 역설하였다. 절대권은 바로 개인에게 주어진 "자유"의 권한이라고도 설명하였다. 제퍼슨은 절대권을 이렇게 설명하였다.
| “ | 올바른 자유는 우리가 다른 사람의 인권을 침해하지 않고 스스로 조절하면 아무도 막을 수 없다. 나는 "법의 규제 아래"라고 쓰지 않았는데 왜냐하면 법은 폭압자의 뜻이지 우리의 뜻이 아니며, 언제나 우리의 사생활과 인권을 침범할 수 있기 때문이다. | ” |

그리고 제퍼슨은 정부가 자유권을 만들 수 없으며, 이를 위반해선 안 된다고 강조하였다. 또한 정당한 자유의 제한은 법에 쓰여 있는 것이 아니라 다른 사람이 가지고 있는 똑같은 자유를 침범하지만 않으면 되는 간단한 것이라고도 말하였다. 제퍼슨은 정부가 다른 사람의 자유를 침범하는 사람들을 규제해야 할 뿐만 아니라, 정부 자체도 개인의 자유는 건드리지 말아야 한다고도 얘기하였다. 그는 당시 버지니아에서 장자에게만 토지를 상속하는 장자 상속권에게 반기를 들어, 모든 아들들에게 공평히 유산을 분배하여야 한다고 주장하였다.
제퍼슨은 인간이 다른 사람과 좋은지 나쁜지 구별할 수 있는 타고난 도덕성과 스스로 자신을 제한할 수 있는 선천적인 자연권을 가지고 있다고 믿었다. 그는 또한 도덕성이 무정부주의적 사회를 움직여 오로지 사람의 도덕성만 있어도 정부가 필요없다 하였으나, 그에 대하여 제대로 설명하지는 못하였다.제퍼슨은 여러 번 부족 안에서 스스로 다스리는 아메리칸 원주민의 생활과 제도를 극찬하였다. 또한 이러한 이유로, 일부 학자들은 제퍼슨을 보고 감상적, 철학적 무정부주의자라고도 부른다.
제퍼슨은 케링턴 대령에게 보내는 편지에서 정부 없이 사는 인디언들이 엄격하고 막강한 정부 치하의 유럽인들보다 행복지수가 높다고 설명하였다. 그러나 제퍼슨은 무정부주의가 귀족, 평민 등 어느 계급에게나 모순적이라고 믿었다. 또한 제퍼슨은 국민들로부터 통치에 대한 찬성을 얻고 미국의 세력 확장을 위하는 미국 정부를 비판하지 않고 오히려 칭송하였다.
독립 선언서의 서문에서 제퍼슨은 이렇게 썼다.
| “ | 우리들은 다음과 같은 것을 자명한 진리라고 생각한다. 즉, 모든 사람은 평등하게 태어났으며, 조물주는 몇 개의 양도할 수 없는 권리를 부여했으며, 그 권리 중에는 생명과 자유와 행복의 추구가 있다. 이 권리를 확보하기 위하여 인류는 정부를 조직했으며, 이 정부의 정당한 권력은 인민의 동의로부터 유래하고 있는 것이다. 또 어떠한 형태의 정부이든 이러한 목적을 파괴할 때에는 언제든지 정부를 변혁 내지 폐지하여 인민의 안전과 행복을 가장 효과적으로 가져올 수 있는, 그러한 원칙에 기초를 두고 그러한 형태로 기구를 갖춘 새로운 정부를 조직하는 것은 인민의 권리인 것이다. | ” |

"인민의 동의"를 주창한 제퍼슨은 사람들이 과거 조상들의 행동으로 인하여 정신적으로 나뉠 수 없다고 굳게 믿었다. 또한 여기에는 빚과 법도 포함되었다. 제퍼슨은 "어느 사회이든 간에 완벽한 헌법이나 법을 만들 수 없다. 지구는 현재 살고 있는 사람들의 몫이다."라고 말하였다. 또한 제퍼슨은 법학 혁명의 순환을 계산하였고 "모든 헌법과 모든 법은 19년 뒤에 자연적으로 만료된다. 그리고 법 효력 기간이 그보다 길게 효력되도록 강요받으면 이것은 강압이지, 권리가 아니다"라고 주장하였다. 그는 오랫동안 계산을 통하여 삶의 자연적 순환 기간이 19년임을 알아내었으며 이 19년의 기간 뒤에는 자신이 믿는 "성숙"의 시대가 온다 생각하였다. 또한 제퍼슨은 국채가 반드시 없어져야 한다 역설하였다. 그는 현재 살고 있는 사람들이 이전 세대의 빚을 져야 하는 정신적 의무를 부정하였다. 그는 빚을 갚는 것을 보고 "권리에 대한 질문이 아닌 관대함에 대한 질문"이라고 비꼬았다.
제퍼슨은 주의 권한을 지키는 데 앞장을 서서 특히 1798년의 켄터키-버지니아 안에서 연방 정부의 권한이 커지는 것을 크게 우려하기도 하였다. 그러나 그의 정책 중 일부는 오히려 연방 정부의 권한을 강화하였다. 그의 정책 중 가장 중요한 것은 1803년의 프랑스인과 인디언이 살고 있던 거대한 영토인 루이지애나를 사들인 루이지애나 매입이었다. 그가 만든 출항 금지법은 외교 정책으로서는 크게 실패하였으나 연방 정부가 전쟁으로 이끌 수 있는 무역 분쟁을 조종할 수 있는 긍정적인 면도 보여주었다.

#### 총기 소지에 대한 견해
자유에 대한 제퍼슨의 의견은 개인의 자유로까지 그 범위가 넓어져서 제퍼슨은 이러한 개인의 자유를 크게 주창하였다. 그의 "비망록"(Commonplace Book)에서 제퍼슨은 총기 소지와 관련하여 자신의 의견을 피력한 베카리아 후작 체사레의 글을 인용하였다. 체사레는 "총기 소지를 금지하는 법은 범죄를 저지른 사람들이나 정부에 충성하지 않는 사람들에게만 적용된다…그리고 일부 법은 법을 어긴 공격자에게는 이득이 되고 공격을 받은 피해자에게는 해악이 된다…혹여 비무장한 사람들이 무장한 사람들보다 큰 자신감과 분노를 느끼고 공격할 수 있기에 정부는 이들의 살인을 막으려 하지 말고 오히려 독려를 해주어야 한다."라고 자신의 의견을 밝혔다. 제퍼슨은 대체로 총기 소지에 관하여 체사레의 견해와 뜻을 같이 하였다.

#### 경제와 재벌에 대한 견해
제퍼슨은 경제와 재벌에 대하여서는 부정적인 견해를 가지고 있었고 이렇게 이야기하였다.
| “ | 나는 우리가 정부에 자신의 힘을 믿고 도전하며 우리의 법도 어길 수 있는 주식회사의 재벌이 생겨나서는 안된다고 생각한다. | ” |

이것은 제퍼슨이 미국 정부와 사회를 크게 위협할 수 있는 힘을 가진 재벌에게 내릴 수 있는 대통령으로서의 엄중한 경고이기도 하였다.

#### 사법부에 대한 견해
제퍼슨은 변호사로서 사회 생활을 시작하였으나 결코 좋은 연설자는 아니었으며 법정에 있는 것이 그리 탐탁지 않았다 한다. 오히려 그는 훌륭한 글솜씨를 가지고 있었다. 제퍼슨은 판사는 반드시 법에 능통한 법률 전문가가 되어야 하지만 정책을 만들어서는 안된다 주장하였다. 제퍼슨은 1801년 연방 대법원의 마베리 대 메디슨 사건 판결을 보고 민주주의의 위반이라고 강도높게 비판하며 의회를 조종하여 연방 대법원의 권한을 약화시키는 수정헌법을 통과시키려 하였으나 정작 의회에서는 그를 지지하는 충분한 지지 세력을 얻지 못하였다. 제퍼슨은 계속해서 연방 대법원의 사법심사권에 반대하며 다음과 같이 피력하였다.
| “ | 재판관들을 헌법 문제에 관한 최고의 중재인이라 생각하는 것은 매우 위험한 발상이며 이러한 생각을 계속 가진다면 재판관들은 우리를 과두정치의 독재 체제로 몰아놓을 것이다. 우리들의 재판관은 우리들만큼 정직하지만 우리들보다 결코 더 정직하지는 않다. 그들은 정당을 위해, 권력을 위해, 특전을 위해 우리들과 같은 열정을 가지고 있다. 재판관들의 표어는 "좋은 판결은 더 넓은 사법부의 권한이다."(boni judicis est ampliare jurisdictionem)라 하지만 그들의 권력은 그들이 평생 그 자리를 유지하는 만큼 매우 위험하며 자신의 입맛에 맞추려는 다른 정부 직원들 만큼 책임감이 있지도 않다. 우리의 헌법은 단 한 개의 법원을 세우지 않았고 우리의 헌법은 어떤 것이라도 신뢰받아도, 시간과 정당이 맞지 않으면 그 정당의 당원은 독재자가 되어 군림할 것도 알고 있다. 헌법은 우리 안에서 모든 사람이 평등하고 모든 사람이 권리를 쥐고 있다는 그 신성한 원칙하에 빈틈없이 만들어졌다. | ” |

#### 정치 폭력에 대한 견해
제퍼슨은 유혈 사태인 셰이스의 난에 관한 소식을 듣고 난 뒤, 존 애덤스의 사위인 윌리엄 W. 스미스에게 다음 의견이 쓰여져 있는 편지를 보냈다.
| “ | 한두 세기에서 몇 명이 목숨을 잃는 것이 그리 중요한 것인가? 예나 지금이나 ‘자유의 나무’는 독재자와 애국자의 피로서 다시 살아난다. 그 피가 바로 '자유의 나무'의 천연 비료인 것이다. | ” |

#### 자존에 대한 견해
1789년 3월 13일, 제퍼슨은 프랜시스 홉킨슨(Francis Hopkinson)에게 보낸 편지에서 다음과 같이 썼다.
| “ | 나는 내 자신의 의견을 가지기 두려워 한번도 정치적이거나 종교적인 의견을 표명한 적이 없다. 나의 이러한 우유부단한 의견은 나에게 개인인 내 자신을 존중하는 것보다도 전체를 더 존중하고 중요히 여기게 만들었다. | ” |

### 종교적 견해와 평가
마크 놀은 1800년도에 제퍼슨이 대통령에 당선될지 모르는 상황에서 복음주의자들(장로교, 회중교, 침례교, 감리교등)이 공포에 떨었다고 말하는데, 그 이유를 다음 세가지로 주장한다.
1. 제퍼슨은 미국 혁명이 끝나자 마자 버지니아주에 있었던 국교회를 폐지하였다. 이것은 복음주의자들이 기뻐할 만한 일이 아니었다. 왜냐면 종교를 너무 하챦게 여기는 제퍼슨의 급진적인 성격이 미국에 있는 종교들에게 악영향을 미칠 것으로 우려되는 상황이었다. 제퍼슨은 신앙보다 이성과 자유를 중시하였기 때문에 종교에 대한 반감을 가지고 있었다.
2. 제퍼슨이 프랑스와 모종의 친분이 있다는 의문이었다. 프랑스 혁명에 격분해 있었던 그 당시 신앙인들은 이런 일에 대하여 프랑스의 철학과 혁명적 사상이 미국에 유입될 것을 염려하였다.
3. 제퍼슨이 가졌던 정치적인 당파정치의 경향이다. 조지 워싱턴은 당파정치를 반대하였으나 그 이후 존 아담스의 연방당과 제퍼슨의 민주공화당간의 격렬한 논쟁은 그리 보기 좋은 것은 아니었다.

티모시 드와이트목사는 제퍼슨이 만일 당선된다면, 교회가 이성의 전당이 될 것이며, 거룩한 예배가 쟈코뱅의 미치광이 춤으로 변질될 것이라고 경고하는 설교를 하였다. 그는 제퍼슨은 확실한 이단자 또는 이교도라고 주장했다.

### 어록
토머스 제퍼슨의 종교관이 리처드 도킨스의 저작 만들어진 신에 소개되어 있다.
- "각 종교의 사제들은 마녀가 빛을 두려워 하듯 과학의 발전을 두려워 하고 있다. 그들은 그들에게 치명적인 영향을 미칠 과학적 선구자들의 도래에 눈을 찡그리며, 그들의 삶을 지탱하는 사기극의 분파를 만들어 간다." -만들어진 신 4장 도입부, 리처드 도킨스

유대적인 하나님의 속성들은 도덕을 깎아 내리며 피해를 주는 것으로 그 신은 불완전할 뿐만 아니라 종종 건전한 이성의 지시와 조화를 이를 수 없다.— 토머스 제퍼슨

신약성경에 나오는 제자들은 가장 못 배우고 무식한 사람들이었기 때문에, 성경에서 찾을 수 있는 예수님의 가르침들은 "절단나 버렸고, 잘못 진술되어 있으며, 종종 비지성적이다.— 토머스 제퍼슨

나도 이 사제들의 강도 소굴이 언젠가는 무너질 것이며, 개신교 교황제도가 더 이상 미국의 역사와 성격을 흐리지 못하게 될 것이라는 진솔한 그대의 축사에 합세하네— 존 애덤스와의 편지에서

### 사생활
제퍼슨은 평생에 걸쳐 여러 여성과 부적절한 관계로 논란이 되기도 하였다. 샐리 해밍스 등 외에 절친한 친구인 잭 워커의 아내인 베치 워커에 반해 계속 찾아갔고, 한 번은 워커가 사업상의 이유로 출장을 가자 그는 곧장 베치를 찾아가 구애하였다. 1784년 프랑스 공사로 재직할 때는, 부임 초인 1784년부터 당시 프랑스 미술계에서 이름을 알리고 있었던 유명인사인 마리아 코스웨이(Maria Cosway)와 부적절한 관계를 가지게 된다. 마리아는 기혼여성으로 마리아의 남편은 제퍼슨과 친구였다. 마리아의 남편은 자신의 아내와 제퍼슨의 관계를 인정하고, 이를 허용하기도 했다.
제퍼슨은 그의 여자 흑인 노예였던 샐리 헤밍스(Sally Hemings)의 아이 아버지 여부를 놓고 대한 논란이 불거졌다. 샐리 해밍스는 제퍼슨보다 28살 연하의 흑인 여성이었다. 그 외에 영국 여인인 코스웨이 부인 등과 염문을 뿌리기도 했다. 이는 그의 사후 영화화되어 《대통령의 연인들》의 소재가 되었다.
1802년부터 흑인 노예 샐리 해밍스와의 사이에서 태어난 사생아의 의혹이 제기되었으나 그는 이를 언급하지 않거나 회피하였다. 하지만 제퍼슨의 반대파 정치인과 노예제도 폐지론자들, 그리고 미국 정부 출범초기, 미국에 대해 비판적인 영국 등에서 이를 계속 문제삼아 왔다. 그 뒤 매디슨 헤밍스는 자신이 제퍼슨의 아들임을 주장하였으나 이를 입증하지 못해 생전에 인정받지 못하였다. 그 뒤로도 샐리 해밍스의 후손들 역시 제퍼슨 가의 일원이라 주장하기도 했다.
논란과 공방은 백년 이상 지속되다가 1998년 논란을 종식시키기 위 유전자 감별법을 실시하였다. 감별 방법으로는 부계로만 유전되는 Y 염색체를 이용한 친자확인법으로, 제퍼슨의 아들로 이어지는 남계 후손들은 후손이 끊어졌고 제퍼슨의 남동생 거의 모두가 영·유아기에 사망하였으나 토머스 제퍼슨의 막내남동생이었던 랜돌프 제퍼슨은 60세까지 살며 후손을 이어갔다.
첫 유전자 검사에서 임상 병리학자인 유진 포스터 박사는 톰 우드슨의 셋째 아들의 후손으로 현재 오하이오주 데이턴에 살고 있는 토머스 우드슨 목사의 유전자를 감식한 결과 제퍼슨 가문에서 발견되는 특이한 Y염색체가 발견되지 않았다고 발표하였다. 포스터 교수는 이전에 샐리 헤밍스의 막내아들 이스턴 헤밍스의 후손에 대한 DNA 조사에서 혈연 관계가 입증되지 않았다고 발표, 샐리 헤밍스의 자식 중 한 명 또는 전부가 제퍼슨의 후손이라던 토머스 제퍼슨 기념재단과 우드슨 후손들의 주장을 반박했다. 그러나 1998년 제퍼슨의 남동생 랜돌프 제퍼슨의 직계후손 5명과 샐리 헤밍스의 막내아들 이스턴 헤밍스(Eston Hemings)의 자손 1명을 대상으로 이들로부터 얻은 Y 염색체의 유전정보를 비교하였다. 유전자 검사 결과, 이스턴 헤밍스는 사후 제퍼슨의 아들로 판명되었다., 2007년 11월 학술잡지 《네이처》에 발표되었다. 1998년 매디슨 헤밍스의 후손들은 제퍼슨가의 남성들과 DNA 유전자 검사를 한 결과 제퍼슨 가의 유전자를 가진 것으로 판명되어, 제퍼슨 가의 자손으로 인정되었다. 샐리 헤밍스의 자손들 중 일부는 제퍼슨 가의 후손으로 인정되고 있다.

##### 르네상스맨
제퍼슨은 영국과 프랑스의 계몽 지식인들에게 큰 감명을 받아 계몽 사상을 자신의 평생 정치 철학으로 삼았다. 폭넓은 지식과 교양, 재능으로 그는 줄곧 벤저민 프랭클린과 더불어 18세기 미국 최대의 르네상스 인간(르네상스맨)으로 평가되기도 한다.
제퍼슨은 박학다식한 사람으로 대통령 외에도 여러 분야에 탁월한 재능을 발휘했다. 그는 원예가였고 정치인이었으며 그 외에도 법률가, 건축가, 과학자, 고고학자, 고생물학자, 작가, 발명가, 농장주, 외교관, 음악가, 그리고 버지니아 대학교의 창립자였다. 1962년 존 F. 케네디 대통령이 백악관 연회장에서 열린 만찬에서 49명의 노벨상 수상자들을 환영할 때, 케네디가 "나는 토머스 제퍼슨 대통령이 이곳에서 혼자 식사한 경우를 제외한다면, 역대 백악관에서 열린 만찬 중 재능과 지식의 총집합체에서 여러분들이 최고라고 생각합니다."라고 할 정도로 제퍼슨은 여러 분야에서 다재다능하였다는 평가가 있다. 미국의 역대 대통령 중에서 8년의 재임 기간 동안 한 번도 거부권을 행사하지 않은 유일한 대통령이며, 현재까지도 미국의 역대 대통령 중 가장 훌륭한 대통령 중 하나로 인정받으며 역대 대통령 조사 순위에서도 상위권을 차지하고 있다. 현재 통용되고 있는 미국의 2달러 지폐에는 그의 초상화가 그려져 있다. 그러나 흑인 여성인 샐리 헤밍스와의 불륜 관계로 5명의 사생아가 제퍼슨의 서자녀일 가능성이 있다는 논란이 있다.

##### 계몽주의
제퍼슨은 반연방주의를 지향하여 자작농을 공화주의 미덕의 모범이라 이상화하였고, 도시와 자본가를 믿지 않았으며 각 주의 독립적인 권한과 강력히 그 권한이 제한된 연방정부를 지향하였다. 제퍼슨은 또한 인권을 중요시하고 계몽주의의 기본 원칙인 '사람 밑에 사람 없고 사람 위에 사람 없다', '모든 사람은 신 앞에 평등하다'고 역설하였으나 사실 그는 200여 명의 노예를 가지고 있던 농장주였고 흑인과 아메리카 원주민의 인권을 부정하는 견해를 가지고 있었다.

## 일화
그는 대통령 재임 시절 불곰을 키웠다고 한다.

## 평가와 비판

### 긍정적 평가
미국의 건국의 아버지 중 가장 혁명적인 인물로서, 신의 이름을 빌어 미국 혁명을 정당화하는 주장을 하였다. 군주제에 저항(영국에 반발하는 것)은 신에 대한 복종이라는 그의 발언에서 이를 알 수 있으며, 권리장전 헌법을 제정할 때에도 이런 종교적인 관점을 많이 강조하였다.
그는 비록 이신론자라는 비판을 기독교인들(청교도나 칼빈주의자들)받았지만, 품위와, 지나치다 싶을 정직, 국가를 위한 이타주의적인 헌신을 한 지도자였다.

### 부정적 평가
하지만 인간의 권리를 백인의 부르주아나 중산층 이상의 계급에 한정 지었다는 비판을 받고 있다. 생전 흑인 노예와의 사이에서 사생아를 둔 것이 1998년 유전자 검사결과 사실로 판명되면서 이에 대한 비판도 제기되고 있다.
한편 그는 만인이 평등하다는 주장을 하였으며 '사람 밑에 사람 없고 사람 위에 사람 없다', '모든 사람은 신 앞에 평등하다','자유는 하나님의 선물로 이를 침해하는 것은 그의 분노를 일으킬 수밖에 없다', '하느님이 공정하다는 사실을 생각할 때 조국을 위해 몸이 떨린다'는 어록을 남겼다. 하지만 그는 200여 명의 노예를 가지고 있던 농장주였고 자신의 노예들을 해방하지 않고 죽기 전까지도 그는 노예를 소유하고 있었다. 또한 쇼니 족 추장 테쿰세 형제 등에게 강제로 미국문명을 주입하는 과정에서의 마찰도 존재했다. 일부에서는 그가 부성을 가장한 인종차별주의적, 백인우월주의적 가치관을 지녔다는 시각도 존재하고 있다. 노예 제도가 미국인들의 도덕적 성격에 나쁜 영향을 미친다는 것을 인식하면서도, 노예 제도의 폐지에 대해서는 큰 관심이 없었다는 주장도 있다. 또한 노예 제도로 인하여 참혹한 유혈 사태가 벌어질 것이라 예언하기도 하였다.

## 가족
- 부인: 마사 웨일스 스켈턴 제퍼슨(Martha Wayles Skelton Jefferson)
  - 자녀: 마사 제퍼슨, 제인 랜돌프 제퍼슨, 아들 1명 유산, 메리 웨일스 제퍼슨, 루시 엘리자베스 제퍼슨, 엘리자베스 제퍼슨
- 정인: 마리아 코스웨이(Maria Cosway)
- 정인: 샐리 헤밍스(Sally Hemings, 1771년 ~ ?), 부인 마사 웨일스 스켈턴 제퍼슨의 이복여동생[96]
  - 자녀(?): 해리엇 헤밍스, 우드슨 헤밍스, 비벌리 헤밍스, 메디슨 헤밍스[97], 이스턴 헤밍스[98]

## 문화에 나온 제퍼슨
- 1995년 닉 놀테 - 영화 《대통령의 연인들》
- 2000년 샘 닐 - 《아메리칸 스캔들》
- 윌리엄 웰스 브라운, 《클로텔 제퍼슨 대통령의 딸》(윌리엄 웰스 브라운 저, 오준호, 2005년 번역본, 황금출판사)
- 뮤지컬 해밀턴, 토마스 제퍼슨역

## 같이 보기
- 조지 워싱턴
- 존 애덤스
- 벤저민 프랭클린
- 알렉산더 해밀턴
- 에런 버

## 역대 선거 결과
| 선거명      | 직책명          | 대수 | 정당           | 득표율  | 득표수 (선거인단) | 결과 | 당락                 |
| ----------- | --------------- | ---- | -------------- | ------- | ----------------- | ---- | -------------------- |
| 1779년 선거 | 버지니아 주지사 | 2대  | 반연방주의자당 | 100.00% | 1표               | 1위  | 버지니아 주지사 당선 |
| 1780년 선거 | 버지니아 주지사 | 2대  | 반연방주의자당 | 100.00% | 1표               | 1위  | 버지니아 주지사 당선 |
| 1792년 선거 | 미국의 부통령   | 1대  | 반연방주의자당 | 3.03%   | 4표               | 3위  | 낙선                 |
| 1792년 선거 | 미국의 대통령   | 1대  | 반연방주의자당 | 1.52%   | 0표 (4명)         | 4위  | 낙선                 |
| 1796년 선거 | 미국의 부통령   | 2대  | 민주공화당     | 33.17%  | 68표              | 1위  |                      |
| 1796년 선거 | 미국의 대통령   | 2대  | 민주공화당     | 46.55%  | 31,115표 (68명)   | 2위  | 낙선                 |
| 1800년 선거 | 미국의 대통령   | 3대  | 민주공화당     | 61.43%  | 41,330표 (73명)   | 1위  |                      |
| 1804년 선거 | 미국의 대통령   | 3대  | 민주공화당     | 72.79%  | 104,110표 (162명) | 1위  |                      |